# Iztapalapa
Iztapalapa (pronunciaciónⓘ, 'losas sobre el agua' en náhuatl) es una de las dieciséis demarcaciones territoriales de la Ciudad de México. Posee una superficie algo mayor a 116 km² y se localiza en el oriente de la capital de la República Mexicana, ocupando la porción sur del vaso del lago de Texcoco. En el censo de población y vivienda realizado por el INEGI en 2020 registró una población de 1 835 486 habitantes, lo que la convierte en la segunda demarcación más poblada de todo el país, abajo de Tijuana.
El nombre de esta demarcación se debe a la antigua ciudad de Iztapalapan, que significa “sobre la losa en el agua”, fundada por los culhuas entre la falda norte del cerro de la Estrella y la ribera del lago de Texcoco. La evidencia más antigua que se conoce de la presencia humana en Iztapalapa es el llamado Hombre de Aztahuacán, al que se le atribuye una antigüedad de 9400 años. A lo largo de la historia precolombina, el territorio iztapalapense conoció el desarrollo de diversas comunidades sedentarias dedicadas a la agricultura. Los sitios arqueológicos más tempranos registrados en la demarcación  corresponden al Preclásico, destacando los vestigios arquitectónicos que existen en el Cerro de la Estrella; como las terrazas de la Barranca de Moctezuma y la cueva c-106 (un antiguo observatorio astronómico con un muro alineado a los amaneceres equinocciales). Durante el período Clásico mesoamericano siglo III-siglo VII d. C.), se estableció un pueblo de cultura teotihuacana en el norte del cerro de la Estrella. Culhuacán, población fundada en el siglo VII, recibió una parte de la diáspora que inició con el declive de Teotihuacán. Durante los siguientes siglos, Culhuacán fue uno de los más importantes altépetl en el valle de México, tuvo un papel muy destacado en el desarrollo de la cultura tolteca y su casa gobernante dio a México-Tenochtitlan su primer tlatoani. En la época de la Conquista, Iztapalapa era gobernada por Cuitláhuac, hermano de Moctezuma Xocoyotzin. A la muerte de este, Cuitláhuac asumió el mando de los mexicas y logró derrotar a los españoles en la Noche Triste. Después de la derrota de México-Tenochtitlan, la antigua Iztapalapa fue destruida. Con la independencia de México, Iztapalapa vino a ser una de las municipalidades del Estado de México hasta la creación del Distrito Federal en 1824.
En comparación con el resto de Ciudad de México, Iztapalapa presenta indicadores socioeconómicos menos favorables. Si bien alberga a la quinta parte de los capitalinos, su participación en la economía es mucho menor. El sector de los servicios constituye el componente más importante de su PIB, y un número importante de sus habitantes deben trasladarse fuera de la demarcación para conseguir trabajo. La infraestructura y los servicios urbanos se encuentran menos desarrollados o son deficientes, particularmente en el caso de la distribución del agua potable, uno de los retos más importantes para los gobiernos locales. En términos generales, la alcaldía posee un desarrollo humano alto, pero hay muchos contrastes en su interior. La marginación de los vecindarios en la zona poniente es mucho menor en comparación con las colonias populares de la sierra de Santa Catarina.
Como otras demarcaciones periféricas de la capital mexicana, Iztapalapa recibió las olas inmigratorias provenientes del resto del país, incluido el centro de Ciudad de México. Esta situación se acentuó en la década de 1960 con el auge económico del país y en la década de 1980 después del terremoto de 1985. Los recién llegados se establecieron en tierras que se habían dedicado al cultivo hasta entonces, incluidas las chinampas de sus pueblos originarios. En los nuevos barrios populares ocurrió un importante fenómeno de organización civil, muy notable en el caso de las colonias de la sierra de Santa Catarina y el sur de San Lorenzo Tezonco.
El nombre de la demarcación se debe a su cabecera. Iztapalapa es un topónimo de origen náhuatl. Deriva de las palabras iztapal-li 'adoquín, piedra labrada', ā-tl 'agua', y -pa(n) 'sobre'. Por lo tanto, se traduce como 'Adoquinado sobre el agua'. Montemayor y colaboradores opinan que el topónimo se puede traducir como 'Lugar donde las aguas se atraviesan', a partir de los vocablos ixtlápal 'atravesado', ā-tl 'agua' y -pan 'locativo'. Esto se debe a que esta demarcación junto con otros espacios aledaños, tuvo sus asentamientos en parte firme y en agua mediante chinampas.
El emblema de la demarcación Iztapalapa es el glifo que aparece en algunos manuscritos de los primeros años después de la conquista de México, elaborados por indígenas nahuas. Este glifo y sus variaciones representan una piedra rodeada por agua. En algunas versiones la losa se convierte en el glifo nahua tépetl, cuya punta está curvada hacia abajo y del cual mana agua. Durante la segunda mitad de la década de 1980, el emblema del gobierno delegacional fue sustituido por la imagen de Cuitláhuac, antiguo señor de Iztapallapan que dirigió a los mexicas en su enfrentamiento contra los españoles el 30 de junio de 1520 y luego fue investido como tlatoani de México-Tenochtitlan. A partir de 1988, se empleó nuevamente.

## Geografía

### Límites
Iztapalapa se localiza en el oriente de la Ciudad de México. Con una superficie de 117,5 km², ocupa el cuarto lugar entre las demarcaciones capitalinas por su extensión. Limita al norte con Iztacalco, al poniente con Benito Juárez y Coyoacán; al suroeste con Xochimilco y al sur con Tláhuac; al oriente con los municipios mexiquenses de La Paz y Valle de Chalco Solidaridad, y al noreste con Nezahualcóyotl, también en el estado de México. Los linderos del término de Iztapalapa se encuentran definidos por la Ley Orgánica de la Administración Pública del Distrito Federal, donde se describe la siguiente poligonal:

Del centro de la mojonera Tepozán, que define uno de los vértices de la línea limítrofe entre la Ciudad de México y el estado de México, se dirige al suroeste por el eje de la calle José Carranza hasta su intersección con el eje de la carretera federal a Puebla de donde continúa por el eje del trébol de distribución que sirve de retorno hacia la Autopista México-Puebla hasta intersectar (sic) el eje de la autopista México-Puebla, por cuyo eje se dirige hacia el sureste hasta la mojonera denominada Diablotitla; de donde se dirige hacia el poniente en línea recta sin accidente definido hasta la cima del cerro de Santa Catarina; de este punto prosigue hacia el suroeste en línea recta hasta encontrar la esquina noreste del panteón de San Lorenzo Tezonco; continúa hacia el suroeste por el eje de la calle Providencia del pueblo de San Lorenzo Tezonco hasta el eje de la calzada Tulyehualco de donde toma rumbo al noroeste, hasta encontrar el eje del camino a La Turba, por donde continúa en todas sus inflexiones al suroeste y sureste, hasta llegar al centro de la mojonera La Turba, localizada en la esquina oriente de la exhacienda de San Nicolás Tolentino; prosigue por el eje de la calle Piraña, rumbo al suroeste, hasta el eje del canal Nacional a Chalco, por el cual continúa hacia el noroeste hasta su intersección con el eje del canal Nacional; prosigue por este último en la misma dirección siguiendo todas sus inflexiones, hasta su intersección con el eje de la calzada de la Viga, por donde se encamina rumbo al norte para llegar a su intersección con la calzada Ermita-Iztapalapa; continúa hacia el poniente por el eje de ésta calzada, hasta encontrar el eje de la avenida Río Churubusco y sobre éste va hacia el suroeste y después hacia el poniente hasta la intersección con el eje de la avenida Presidente Plutarco Elìas Calles, por el que sigue al norte hasta su cruce con la calle Playa Pie de la Cuesta; sobre cuyo eje se dirige al oriente hasta el eje de la calzada de la Viga, por donde continúa al norte, llega al eje de la calzada Apatlaco y sigue con rumbo al oriente por el eje de esta última, hasta llegar al eje del cauce del río Churubusco, sobre el cual se dirige al noreste, hasta encontrar el eje de la calle Río Amarillo; continúa con rumbo oriente por el eje de la calle mencionada, hasta el eje de la calle Oriente 217, por el que va hacia el norte hasta el eje de la avenida Ferrocarril de Río Frío; sigue el eje de esta avenida con rumbo sureste hasta el eje de la calle Canal del Tezontle, por el que continúa al oriente hasta el eje de la avenida Canal de San Juan, sobre el cual se encamina hacia el noreste, cruza la calzada Ignacio Zaragoza y sigue por la calle 7 en la misma dirección hasta llegar al centro de la mojonera Pantitlán; del centro de ésta, sigue al sureste por la avenida Texcoco, límite de la Ciudad de México con el estado de México, pasando por el centro de la mojonera denominada Transacción, hasta llegar al de la mojonera Tepozán, punto de partida.

### Relieve

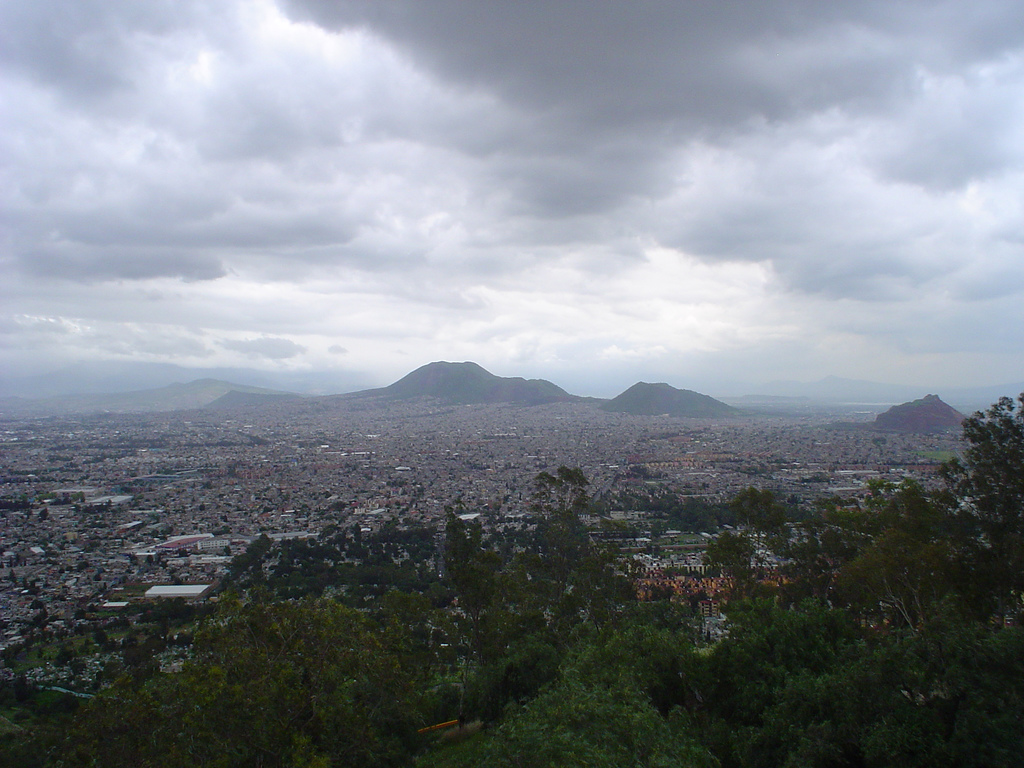
Vista de la sierra de Santa Catarina desde el cerro de la Estrella. De derecha a izquierda se observan los volcanes Yuhualixqui, Xaltepec, Tetecón, Tecuauhtzin y Guadalupe.

La mayor parte de la superficie de Iztapalapa es plana y corresponde a los llanuras lacustres de los lagos de Texcoco, que ocupa la mitad norte de la delegación; y de Xochimilco, que corresponde a la parte sur. La altitud media es de 2240 metros sobre el nivel del mar (m s. n. m.). El centro del territorio corresponde a lo que fue la península de Iztapalapa, una entrante de tierra constituida por las principales eminencias orográficas del territorio y la llanura aluvial. El cerro de la Estrella es uno de los hitos más representativos de Iztapalapa por motivos históricos y culturales. Se encuentra en el centro occidente del término delegacional, al sur de los Ocho Barrios de Iztapalapa. El cerro de la Estrella —llamado Huizachtécatl en la época prehispánica— es un volcán de tipo hawaiano, ya extinto, que alcanza una altura de 2460 m s. n. m. Está constituido principalmente por andesita y posee numerosas cuevas.
Al oriente del cerro de la Estrella está la sierra de Santa Catarina. Esta cadena es un conjunto de estratovolcanes apagados, más jóvenes que el Huizachtécatl, cuya altitud crece hacia el oriente. Forman parte de ella el cerro Yuhualixqui, Tezonchichila o de las Minas (2420 m s. n. m.); el volcán Xaltepec (2500 m s. n. m.); el cerro Tetecón (2480 m s. n. m.); el volcán Tecuauhtzin o San Nicolás (2640 m s. n. m.); el volcán Guadalupe, Santa Catarina o del Borrego (2750 m s. n. m.) —la cumbre de este volcán es el punto más alto de Iztapalapa—; y el volcán La Caldera, que se encuentra en el territorio de Ixtapaluca (estado de México). La sierra de Santa Catarina constituye el límite entre Iztapalapa y Tláhuac, su vecino del sur.
En el noroeste del territorio se encuentra el cerro Peñón del Marqués o Peñón Viejo, que era una isla dentro del lago de Texcoco. Esta eminencia alcanza una altitud de 2400 m s. n. m. Por sus características físicas, el Peñón del Marqués es una amenaza para la seguridad de los habitantes de las inmediaciones, pues con frecuencia las lluvias causan aludes de lodo y rocas.

### Fisiografía y geología
| Unidades litológicas de Iztapalapa | Unidades litológicas de Iztapalapa | Unidades litológicas de Iztapalapa |
| Período                            | Unidad litológica                  | %                                  |
| ---------------------------------- | ---------------------------------- | ---------------------------------- |
| Cuaternario                        | Suelo aluvial                      | 9,79                               |
| Cuaternario                        | Suelo lacustre                     | 59,35                              |
| Cuaternario                        | Basalto                            | 1,24                               |
| Cuaternario                        | Brecha volcánica básica            | 23,67                              |
| Cuaternario                        | Toba básica                        | 0,39                               |
| Terciario superior                 | Toba básica                        | 5,56                               |
| Fuente: Inegi, 2008: 1.5.          |                                    |                                    |

El territorio de Iztapalapa se encuentra en la subprovincia Lagos y Volcanes del Anáhuac, en la provincia fisiográfica del Eje Neovolcánico. Está formado por tres sistemas de topo formas de llanura lacustre, que cubren casi el 96 %, mientras que el resto corresponde a un sistema de lomerío de basalto ubicado sobre el volcán Guadalupe.
Geológicamente, la mayor parte de su superficie corresponde a unidades litológicas que aparecieron en el período Cuaternario. En la sierra de Santa Catarina, la unidad litológica predominante es la brecha volcánica básica, que representa más del 23 % de la superficie de la delegación. En las faldas de los volcanes Tecuauhtzin y Guadalupe se encuentra el basalto, correspondiente a poco más de 1 % del territorio. En el caso del Peñón Viejo, también predomina la brecha volcánica. El cerro de la Estrella presenta una configuración más compleja, que combina la brecha volcánica del Cuaternario con una zona toba básica del período Terciario de mayor antigüedad; dicha región corresponde apenas al 5,56 % del término iztapalapense.
El suelo lacustre del Cuaternario es la unidad litológica predominante en Iztapalapa. Corresponde a casi el 60 % de la delegación, y se encuentra en la mitad norte y la planicie que se encuentra entre el cerro de la Estrella y la sierra de Santa Catarina. El suelo aluvial se encuentra en torno al cerro de la Estrella y en el piedemonte de los volcanes Yuhualixqui y Xaltepec, ocupando casi 10 % del término iztapalapense.
Los acuíferos volcánicos de Iztapalapa han sido intensamente explotados para abastecer de agua a los habitantes del valle de México. Esto ha generado un gran número de fracturas en su territorio. Los problemas derivados del hundimiento diferencial de la superficie eran ya visibles desde la década de 1980, con los desplazamientos de tierra en el Peñón Viejo y el acuitardo que lo rodea. Entre 1960 y 1998, algunos puntos del acuífero Peñón Viejo se desplomaron hasta seis y ocho metros. La superficie está fracturada tanto en el acuífero volcánico como en el acuitardo lacustre. En 2007 las lluvias reblandecieron el suelo de San Lorenzo Tezonco, en la falda de la sierra de Santa Catarina, provocando una grieta de 15 metros de profundidad en la zona urbana que causó la muerte de una persona. A partir de ese momento se comenzaron a abrir nuevas grietas en otras partes del sureste de la populosa demarcación, poniendo en riesgo a miles de personas que viven en zonas siniestradas.
Esta situación ha impactado directamente en la calidad de vida de los habitantes de esta zona oriente. debido a ello se observa un incipiente éxodo hacia zonas fuera de la demarcación que presentan menor riesgo. Escuelas, mercados, viviendas, unidades habitacionales, incluso vías de comunicación importantes han sido gravemente dañados en sus estructuras. Una de ellas por ejemplo; la calzada I. Zaragoza que constituye uno de los principales accesos a la Ciudad de México, muestra un severo hundimiento diferencial, lo cual conlleva un peligro latente para los miles personas que a diario hacen uso de los medios de transporte que circulan por esta vía.

### Hidrografía

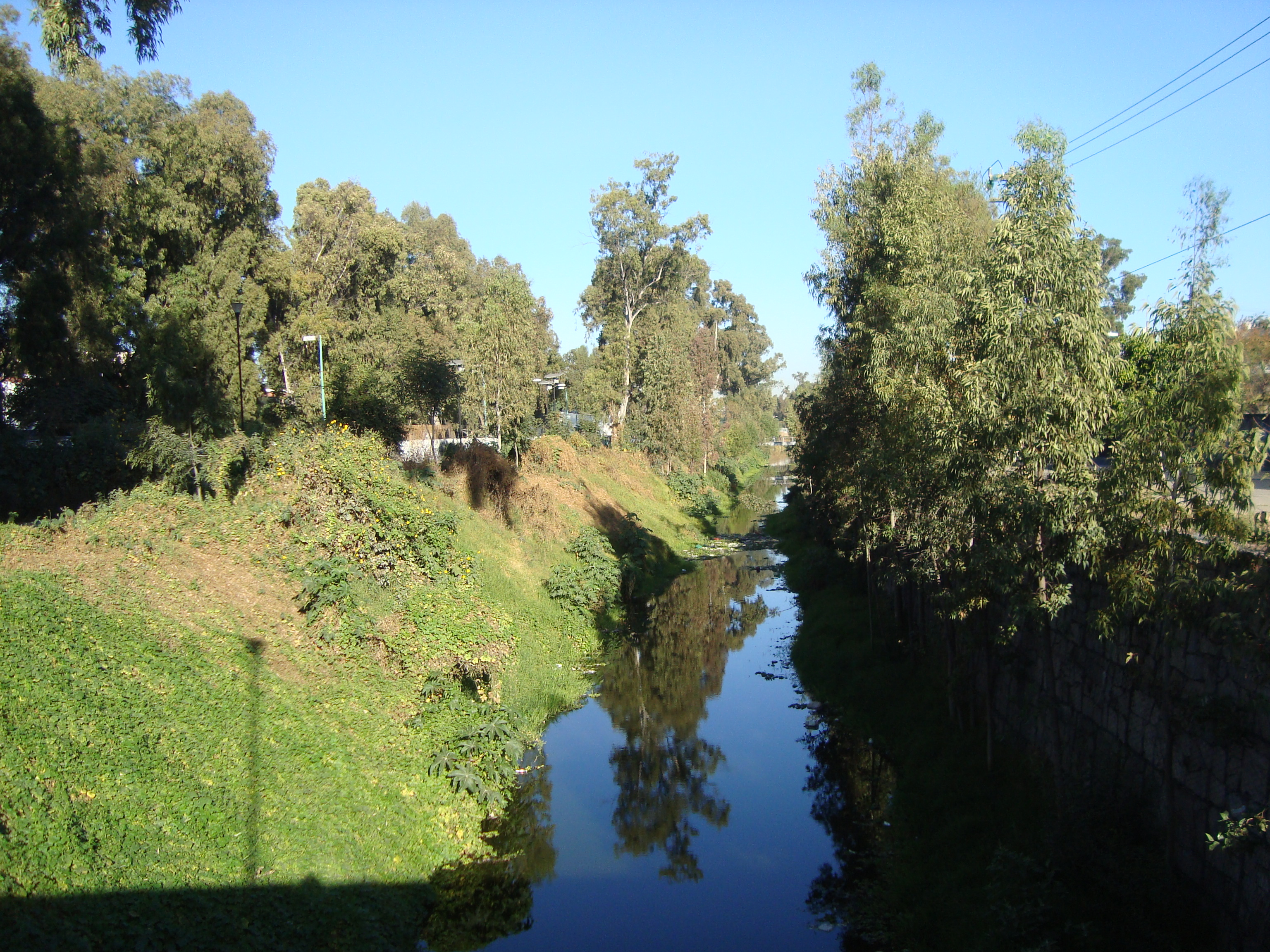
Vista del canal Nacional a la altura del puente del Toro en San Andrés Tomatlán. Es el último vestigio visible del ambiente lacustre de Iztapalapa.

Iztapalapa se encuentra dentro de la región hidrológica del río Pánuco. Forma parte de la subcuenca de Texcoco-Zumpango, que fue unida artificialmente en el siglo XVII a la cuenca del río Moctezuma a través de un canal que tenía como propósito desaguar el valle de Anáhuac en el río Tula, para evitar las frecuentes inundaciones que afectaban a Ciudad de México. Las obras del desagüe de los lagos han continuado desde la época colonial hasta la actualidad, sin alcanzar el propósito de poner fin a las inundaciones en la megalópolis del valle de México.
La mitad norte de Iztapalapa corresponde a lo que fue el sur del lago de Texcoco. Es una planicie completamente seca, de una gran salinidad. Al sur de la península de Iztapalapa se encontraba el lago de Xochimilco, del que sólo se conservan algunos canales entre las chinampas de los pueblos xochimilquenses y tlahuaquenses, así como los canales de Chalco y Nacional que constituyen el límite sud occidental de Iztapalapa. Como otros pueblos de la ribera de los lagos, los iztapalapenses también contaban con chinampería, pero estas zonas se perdieron cuando el canal de La Viga fue cegado y el río Churubusco se entubó para construir sobre su cauce el Circuito Interior.
Por la alcaldía atraviesa el río Churubusco que al unirse con el río de la Piedad (ambos actualmente entubados), forman el río Unido. También la cruza el Canal Nacional, actualmente una parte descubierta y otra convertida en Calzada La Viga.

### Clima
Según la Carta de Climas del Inegi, el 82,42 % de Iztapalapa posee clima templado subhúmedo, con lluvias en verano. El resto del territorio presenta un clima semiseco templado. La temperatura anual promedio (calculada con base en una observación de 30 años) es de 16,6 °C, siendo más cálida en el mes de junio, cuando alcanza los 19 °C, y la más baja en enero, con 13,1 °C. La precipitación anual promedio es de 616,8 mm, con una mayor pluviosidad durante los meses del verano.
| Parámetros climáticos promedio de la estación meteorológica Morelos 77 · 19°22′00″N 99°05′00″O / 19.36667, -99.08333 | Parámetros climáticos promedio de la estación meteorológica Morelos 77 · 19°22′00″N 99°05′00″O / 19.36667, -99.08333 | Parámetros climáticos promedio de la estación meteorológica Morelos 77 · 19°22′00″N 99°05′00″O / 19.36667, -99.08333 | Parámetros climáticos promedio de la estación meteorológica Morelos 77 · 19°22′00″N 99°05′00″O / 19.36667, -99.08333 | Parámetros climáticos promedio de la estación meteorológica Morelos 77 · 19°22′00″N 99°05′00″O / 19.36667, -99.08333 | Parámetros climáticos promedio de la estación meteorológica Morelos 77 · 19°22′00″N 99°05′00″O / 19.36667, -99.08333 | Parámetros climáticos promedio de la estación meteorológica Morelos 77 · 19°22′00″N 99°05′00″O / 19.36667, -99.08333 | Parámetros climáticos promedio de la estación meteorológica Morelos 77 · 19°22′00″N 99°05′00″O / 19.36667, -99.08333 | Parámetros climáticos promedio de la estación meteorológica Morelos 77 · 19°22′00″N 99°05′00″O / 19.36667, -99.08333 | Parámetros climáticos promedio de la estación meteorológica Morelos 77 · 19°22′00″N 99°05′00″O / 19.36667, -99.08333 | Parámetros climáticos promedio de la estación meteorológica Morelos 77 · 19°22′00″N 99°05′00″O / 19.36667, -99.08333 | Parámetros climáticos promedio de la estación meteorológica Morelos 77 · 19°22′00″N 99°05′00″O / 19.36667, -99.08333 | Parámetros climáticos promedio de la estación meteorológica Morelos 77 · 19°22′00″N 99°05′00″O / 19.36667, -99.08333 | Parámetros climáticos promedio de la estación meteorológica Morelos 77 · 19°22′00″N 99°05′00″O / 19.36667, -99.08333 |
| Mes | Ene. | Feb. | Mar. | Abr. | May. | Jun. | Jul. | Ago. | Sep. | Oct. | Nov. | Dic. | Anual |
| --- | --- | --- | --- | --- | --- | --- | --- | --- | --- | --- | --- | --- | --- |
| Temp. máx. media (°C)                                                                                                | 23.6 | 25.2 | 27.0 | 28.4 | 26.8 | 26.1 | 23.3 | 24.1 | 23.5 | 24.3 | 23.6 | 22.7 | 24.9 |
| Temp. media (°C) | 13.8 | 15.1 | 16.9 | 18.6 | 19.1 | 19.1 | 17.8 | 18.1 | 17.1 | 17.1 | 15.4 | 14.3 | 16.9 |
| Temp. mín. media (°C)                                                                                                | 3.9 | 5.4 | 7.2 | 9.3 | 11.4 | 12.2 | 12.4 | 12.0 | 12.0 | 9.8 | 7.2 | 5.9 | 9.1 |
| Precipitación total (mm)                                                                                             | 7.6 | 6.6 | 8.2 | 21.0 | 53.0 | 112.7 | 124.7 | 107.3 | 95.8 | 53.7 | 18.2 | 10.6 | 619.4 |
| Días de precipitaciones (≥ 1)                                                                                        | 1.5 | 1.9 | 2.5 | 5.4 | 9.7 | 14.0 | 17.8 | 16.2 | 13.3 | 7.2 | 3.2 | 1.6 | 94.3 |
| Fuente: SMN, 2011.                                                                                                   | | | | | | | | | | | | | |

### Bioma
Los ecosistemas nativos del valle de México desaparecieron con la expansión de la zona urbana de Ciudad de México (que actualmente ocupa más del 90 % del territorio de Iztapalapa). Las cumbres del cerro de la Estrella y la Sierra de Santa Catarina solo fueron declarados áreas de conservación cuando su deterioro era muy evidente. Ambas reservas ecológicas han sido reforestadas con árboles no nativos de la zona, como eucaliptos o casuarinas. Estas especies arbóreas han sido empleadas también en la arborización de los escasos espacios verdes con que cuenta la delegación, en demérito de otras clases de árboles que tenían más arraigo en la región, como el pino y el pirul, este último introducido por los españoles en el siglo XVI. La fauna original ha desaparecido por completo, salvo en algunas zonas del cerro de la Estrella, donde aún es posible encontrar algunas especies de murciélagos, roedores y serpientes; sin embargo, de las que aún subsisten son los colibríes (huitzitzilin que significa 'espina' en náhuatl, debido a la forma puntiaguda de su pico y la forma de su cuerpo), o también llamados chupamirtos, de las 500 especies que viven en el continente americano 50 pertenecen a México y cuatro diferentes habitan en la demarcación de Iztapalapa.
| Elevaciones de Iztapalapa                                            | Elevaciones de Iztapalapa | Elevaciones de Iztapalapa                   | Elevaciones de Iztapalapa             |
| Nombre                                                               | Altitud (m s. n. m.)      | Coordenadas                                 | Mapa físico de la alcaldía Iztapalapa |
| -------------------------------------------------------------------- | ------------------------- | ------------------------------------------- | ------------------------------------- |
| Volcán Guadalupe                                                     | 2820                      | 19°20′00″N 99°00′00″O / 19.33333, -99.00000 |                                       |
| Volcán Tecuauhtzin                                                   | 2640                      | 19°19′00″N 99°01′00″O / 19.31667, -99.01667 |                                       |
| Volcán Xaltepec                                                      | 2500                      | 19°19′00″N 99°02′00″O / 19.31667, -99.03333 |                                       |
| Cerro Tetecón                                                        | 2470                      | 19°19′00″N 99°01′00″O / 19.31667, -99.01667 |                                       |
| Cerro de la Estrella                                                 | 2460                      | 19°21′00″N 99°05′00″O / 19.35000, -99.08333 |                                       |
| Volcán Yuhualixqui                                                   | 2420                      | 19°19′00″N 99°03′00″O / 19.31667, -99.05000 |                                       |
| Cerro Peñón del Marqués                                              | 2400                      | 19°23′00″N 99°02′00″O / 19.38333, -99.03333 |                                       |
| Fuente: Inegi (2008). Iztapalapa. Cuaderno estadístico delegacional. |                           |                                             |                                       |

## Historia

### Época prehispánica
La historia de las sociedades humanas en Iztapalapa se remonta varios miles de años en el pasado. La posición del territorio entre los lagos del valle de México debió atraer a los grupos humanos que vivían en la región, subsistiendo a base del forrajeo, la cacería y la explotación de los bienes lacustres. La presencia humana de mayor antigüedad que se ha documentado en el territorio de Iztapalapa corresponden a los fósiles de Aztahuacan, tres esqueletos del Pleistoceno cuyos restos se encontraron en Santa María Aztahuacan en 1953. Los restos fueron estudiados por la Facultad de Estudios Superiores Zaragoza de la UNAM y por el Instituto Nacional de Antropología e Historia, instituciones que les atribuyeron una antigüedad de ±9000 años antes del presente. Estudios posteriores los dataron nuevamente en ±10 300 años d. C. Pasaron varios milenios antes de que se desarrollara la agricultura en Mesoamérica, hecho que permitió la sedentarización al inicio del Preclásico Temprano (ss. XXV-XV a. C.).
Hay evidencia de que el actual territorio de Iztapalapa fue ocupada por varias aldeas agrícolas a lo largo de los treinta siglos de historia mesoamericana. Se han descubierto materiales arqueológicos en las inmediaciones de las comunidades más antiguas de la alcaldía como el Pueblo de Santiago Acahualtepec, Santa Marta Acatitla, San Sebastián Tecoloxtitlan, Santa María Aztahuacan y Santa Cruz Meyehualco y en otros sitios que, como San Miguel Teotongoterritorios que antiguamente pertenecieron al Pueblo de Santiago Acahualtepec, fueron repoblados como consecuencia de la urbanización del valle de México por medio de invasiones, despojos y venta de ejidos. En lo general, los yacimientos arqueológicos de Iztapalapa no han sido estudiados exhaustivamente, aunque se dispone de amplia información sobre el cerro de la Estrella, Culhuacán e Iztapalapa.
Algunos de los códices que incluyen noticias de Iztapalapa son el Códice Ramírez, en donde se relata la huida de los mexicas de Culhuacán, ya que ahí habían permanecido como esclavos, situándose primero en Iztapalapa y luego en Mexicaltzingo. Autores como Charles E. Dibble y Fray Diego Durán coinciden con el códice Ramírez en que Iztapalapa sirvió de establecimiento en su paso hacia Mexicaltzingo.

#### Cerro de la Estrella

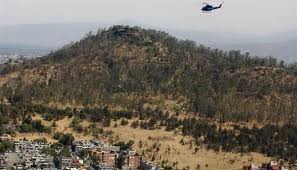

Por su ubicación entre los lagos de Xochimilco y Texcoco, el cerro de la Estrella o Huizachtécatl fue el asentamiento de algunas aldeas en la época precolombina. Ha contado con presencia humana desde el Preclásico medio (circa ss. XV-IV a. C.), cuando Cuicuilco fue el principal centro del Anáhuac. Algunos restos de cerámica encontrados en el Huizachtécatl establecen, sin embargo, una relación entre los habitantes del cerro con las aldeas del norte del lago de Texcoco, como Ticomán y Zacatenco. A estos primeros pobladores se atribuyen los petroglifos de Cerro Chiquito.
Durante el Clásico (circa ss. II-VII d. C.), en la ladera norte del cerro se estableció una colonia teotihuacana, de la cual quedan los cimientos de algunas construcciones decoradas con pintura mural y diversos objetos cuyo estilo es similar al de los que eran de uso cotidiano en Teotihuacán. Esta zona es conocida como Pueblo Teotihuacano, y se encuentra muy deteriorada por el avance de la urbanización en su entorno. La dispersión poblacional asociada al colapso de Teotihuacán —ocurrido alrededor del siglo VII— fue un factor que favoreció la fundación de Culhuacán en la punta occidental de la península de Iztapalapa.
En el Posclásico tardío (s. XIV-1521), en la cumbre del Huizachtécatl se encontraba un adoratorio mexica de suma importancia para los nahuas precolombinos, pues ahí se realizaba el ritual del Fuego Nuevo. Este ritual se realizaba cada 52 años, en conmemoración del cierre del xiuhmolpilli (en náhuatl, 'atadura de años'). Los antiguos mexicas creían que si Yohualtecuhtli (Aldebarán) no pasaba el cenit en la fecha final del ciclo, concluiría la era del Quinto Sol y el mundo sería destruido. Solo en dos ocasiones se realizó esta ceremonia en el Huizachtécatl, la primera ocasión fue en el año 2 caña, 1455; y la segunda en el año 2 caña, 1507. La tercera ceremonia no llegó a realizarse porque los mexicas ya se hallaban bajo el dominio español en 1559.
En el Cerro de la Estrella (denominado Citlaltépetl o Huizache) ubicada en su cima, se encuentra en ruinas: La Pirámide-Teocalli —observatorio— ceremonial del FUEGO NUEVO donde cada 52 años se renovaba el ciclo nahua.
Había la creencia de que el fin del mundo tendría lugar al expirar uno de esos períodos y el signo era: que no se podría producir fuego.
El último día del ciclo, se apoderaba de todos los habitantes un horrible temor; vasijas y todas sus pertenencias, incluso ídolos, eran destruidas. En ninguna casa podía quedar una chispa de fuego.
Cuando el sol se ponía, los sacerdotes vestidos como dioses a paso lento se dirigían a Iztapalapa. Si a la media noche La Luz no llegaba a brillar en la cumbre del Cerro de la Estrella, bajarían los trasgos llamados tzitzimimes a devorar a la humanidad.
Un hombre era sacrificado y arrojado al fuego; con aquel fuego los ministros encendían las teas o antorchas que los sacerdotes daban a los corredores, los que a su vez, la llevaban al templo de Huitzilopochtli, para colocarlas en candeleros de barro con mucho copal; los sacerdotes tomaban el fuego para los templos y habitantes de la ciudad. Después de encendido el Fuego Nuevo, en cada casa se renovaba todo: ropa, petates y menesteres de la casa. La alegría era incontenible.
Colhuacan fue fundado en el occidente del cerro de la Estrella en el año 670 de la era cristiana de acuerdo con la crónica de Chimalpahin Cuauhtlehuanitzin. El rescate de los materiales arqueológicos encontrados durante la restauración del exconvento en 1958 y las excavaciones realizadas por Josefina Oliva y Eduardo Noguera permitieron comprobar arqueológicamente la versión de Chimalpahin. La presencia de cerámica teotihuacana y Azteca I en el lugar contrastan con el relato de Ixtlilxóchitl, para quien Colhuacan fue la primera capital y origen de los toltecas. En realidad, cuando los chichimecas llegaron a Colhuacan procedentes del norte de Mesoamérica (circa. s. VIII), esta ya era uno de los asentamientos más importantes en la cuenca de México.
Algunos grupos de colhuas acompañaron a los chichimecas en la fundación de Tollan-Xicocotitlan en el valle del Mezquital alrededor del siglo X de la era cristiana. La Historia tolteca-chichimeca de Ixtlilxóchitl dice que Míxcoatl, jefe de los chichimecas, tomó por esposa a una noble colhua —llamada Chimalman en algunas fuentes históricas— y de ese matrimonio nació Topiltzin, el Quetzalcóatl histórico y el más notable de los gobernantes de Tollan. Algunos autores como Chimalpahin y Davies opinan que Colhuacan formó parte de la triple alianza en la que estaba apoyado el poder tolteca en el centro de México entre los siglos X y XII. Los otros miembros de la alianza eran Tollan-Xicocotitlan y Otompan, poblada por otomíes. A la caída de Tollan, grupos toltecas volvieron al valle de México y se asentaron en Colhuacan, donde establecieron un señorío que rivalizó con Azcapotzalco en el interregno del poder tolteca y el poder mexica.
En la etapa final de la peregrinación que concluyó en la fundación de Tenochtitlan, los mexicas se asentaron por un tiempo en tierras de Colhuacan, de quien fueron súbditos por un período de aproximadamente veinte años en la primera mitad del siglo XV. Por conflictos con el señor de los colhuas, Coxcox —cuya hija, de acuerdo con las fuentes coloniales, fue desposada por un jefe de los recién llegados y luego sacrificada en honor de Xipe Tótec— tuvieron que abandonar la zona. El declive de Colhuacan está relacionado con el creciente poder de los tepanecas de Azcapotzalco, que finalmente se impusieron en la cuenca de México dispersando a los otomíes y a los colhuas. Algunos de ellos migraron a los dominios tepanecas como Cuautitlán, o a comunidades acolhuas como Huexotla.
A pesar de la rivalidad entre colhuas y mexicas, éstos tomaron un gobernante de la nobleza de Colhuacan, que fue Acamapichtli. De esta manera, legitimaron su constitución como altépetl independiente mediante el prestigio de la relación entre Colhuacan, los toltecas y el mito de Quetzalcóatl. Colhuacan fue conquistada en 1428.

#### Iztapallapan

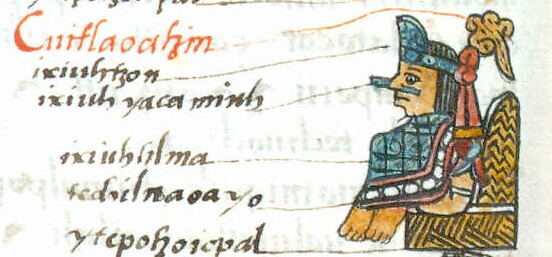
Cuitláhuac, señor de Iztapalapa, fue elegido tlatoani a la muerte de Motēcuhzōma Xōcoyōtzin. Murió de viruela en 1520, cuando ya habían llegado los conquistadores españoles.

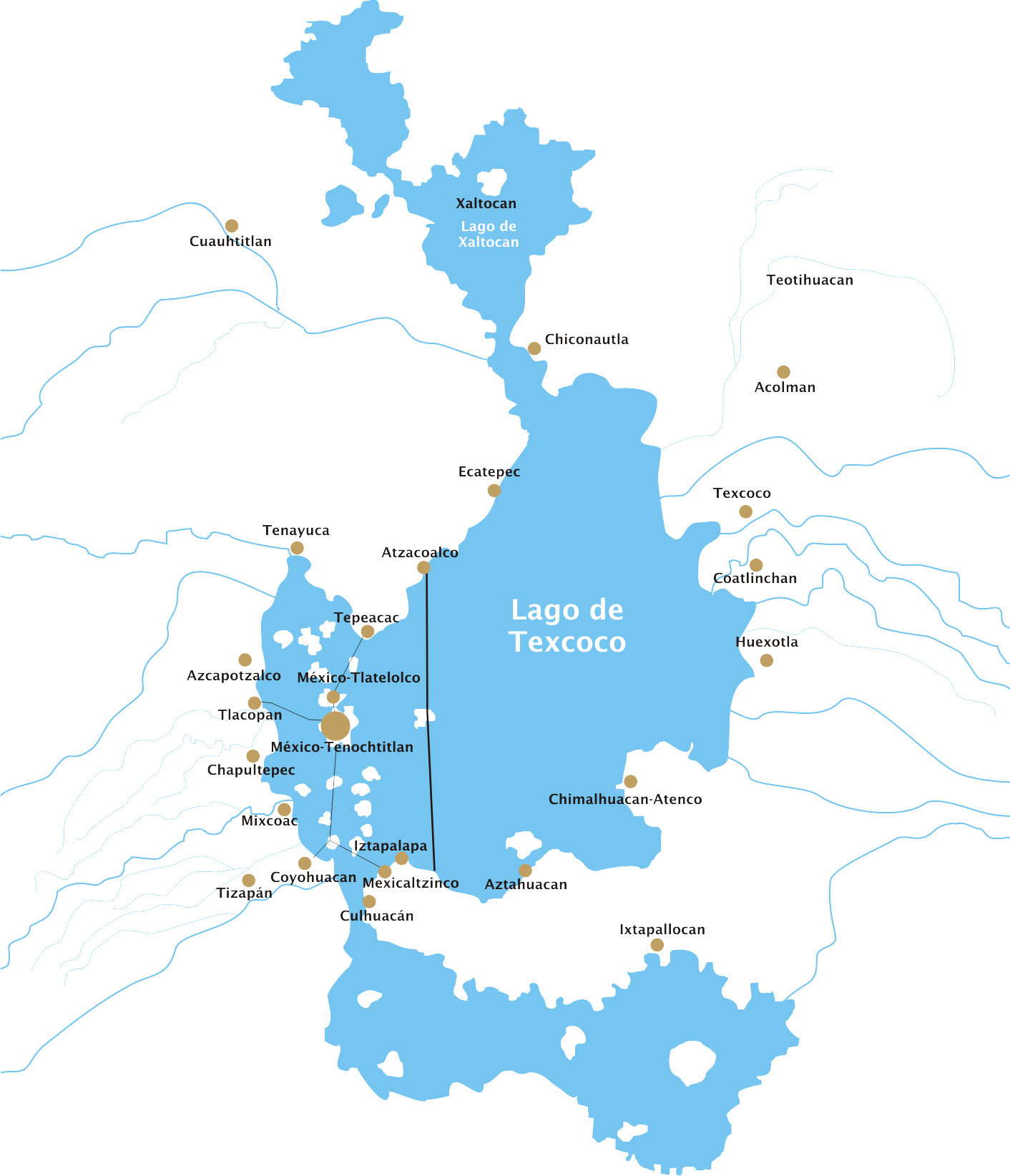
El lago de Texcoco a la llegada de los conquistadores españoles.

Los españoles llegaron a Tenochtitlan en 1519. Procedentes del sureste del valle de México, una de las primeras poblaciones indígenas que vieron fue Iztapalapa. En aquel tiempo, la villa de Iztapalapa era parte del sistema de poblaciones reales que servían al mismo tiempo como primera línea de defensa a la capital y como fuentes provisoras de mantenimientos y otros menesteres. De Iztapalapa, el cronista Bernal Díaz del Castillo escribe sorprendido:

Iztapallapan fue un altépetl fundado al norte del cerro de la Estrella, sobre la ribera del lago de Texcoco, en el período Posclásico. La ciudad formaba parte de un conjunto de cuatro pueblos culhuas junto con Colhuacan, Huitzilopochco y Mexicaltzinco. Por eso, el linaje gobernante era de origen culhua, y la relación que hubo entre ella y Tenochtitlan fue muy cercana, pues constituía parte de la línea de defensa de la capital de los mexicas. La fundación de Iztapallapan implicó la conclusión de la hegemonía de Colhuacan en la zona sur del valle de México, dada su posición estratégica entre la zona de las aguas dulces y las saladas del valle de México.

En 1423 se construyó la calzada de Iztapalapa, que unió por la vía de Mexicaltzinco a Iztapalapa y Tenochtitlan. Más tarde, en 1449, Nezahualcóyotl proyectó y dirigió la construcción de un albarradón entre Iztapalapa y Atzacoalco que sirvió para regular el nivel de los lagos y separar las aguas dulces de los lagos de Chalco y Xochimilco de las aguas saladas de Texcoco.
Al oriente de Iztapalapa la influencia fue Acolhua de los Acolhuas de Texcoco, siendo el último señor de Iztapalapa Don Alonso de Axayácatl el cual descansa en la Parroquia de San Lucas Evangelista de Iztapalapa, siendo 5 pueblos los descendientes de dicho Altépetl de Texcoco, el Pueblo de Santiago Acahualtepec, Santa Marta Acatitla, San Sebastián Tecoloxtitlan, Santa María Aztahuacan y Santa Cruz Meyehualco.

### Conquista

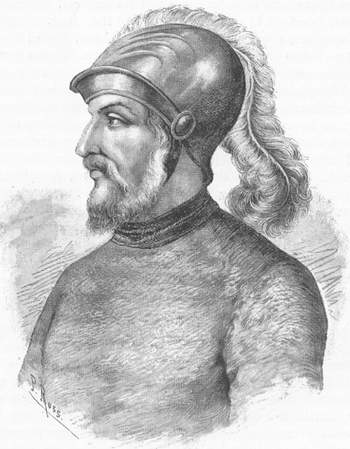
Gonzalo de Sandoval estuvo al frente del regimiento que Cortés envió a Iztapallapan en la fase final del sitio a Tenochtitlan en 1521.

Iztapallapan fue uno de los puntos por los que pasó Cortés con su tropa de españoles, totonacos y tlaxcaltecas antes de llegar a México-Tenochtitlan. Llegaron ahí el 6 de noviembre de 1519. Bernal Díaz del Castillo dice en su Historia verdadera... que fueron recibidos en el lugar por Cuitláhuac, tlatoani iztapalapaneco, y por el señor de Colhuacan, de quien no da el nombre e incluye una descripción de la ciudad:

Y después que entramos en aquella ciudad de Estapalapa (sic), de la manera de los palacios donde nos aposentaron, de cuán grandes y bien labrados eran, de cantería muy prima, y la madera de cedros y de otros buenos árboles olorosos, con grandes patios y cuartos, cosas muy de ver, y entoldados con paramentos de algodón. Después de bien visto todo aquello fuimos a la huerta y jardín, que fue cosa aadmirable verlo y pasearlo, que no me hastaba de mirar la diversidad de árboles y los olores que cada uno tenía, y andenes llenos de rosas y flores, y muchos frutales y rosales de la tierra, y un estanque de agua dulce, y otra cosa de ver: que podían entrar en el vergel grandes canoas desde la laguna por una abertura que tenía hecha, sin saltar en tierra, y todo muy encalado y lucido.

Al encuentro con los españoles en Iztapallapan acudieron también enviados de otras localidades, entre ellas Coyohuacan. Díaz del Castillo dice que fueron tantos los presentes que recibió Cortés que su valor debió llegar a los dos mil pesos de oro. Los españoles y sus aliados salieron de Iztapallapan para continuar su camino a Tenochtitlan, en su camino siguieron por Mexicaltzinco hasta Xóloc, que era un punto en la unión de los lagos de Xochimilco y Texcoco donde la calzada de Iztapallapan se bifurcaba con rumbo a Huitzilopochco y Tenochtitlan. Los recién llegados continuaron su camino sobre la calzada que atravesaba el lago. Moctezuma Xocoyotzin —en compañía de Cacama, Tetlepanquetzaltzin, Itzcuauhtzin y otros nobles de Tenochtitlan y Tlatelolco— se encontró con Hernán Cortés y su tropa la mañana del 8 de noviembre de 1519 en Huitzillan, en un punto que actualmente se encuentra el hospital de Jesús.
Los españoles estuvieron hospedados en Tenochtitlan hasta 1520. En ese año, después de la muerte de Juan de Escalante por los soldados de Cuauhpopoca en el Totonacapan, Cortés hizo prisionero a Moctezuma Xocoyotzin. Cuando Cortés salió a enfrentar a Pánfilo de Narváez en la costa del Golfo, Pedro de Alvarado ordenó la matanza de Tóxcatl en el Templo Mayor, lo que desató el conflicto entre los tenochcas y los españoles. En su camino de vuelta, Cortés enfrentó la resistencia de Iztapallapan y pudo llegar a Tenochtitlan. Después del asesinato de Moctezuma, los españoles mataron a Cacama y sus hermanas, y huyeron del palacio de Axayácatl. En su huida fueron atacados por los mexicas al mando de Cuitláhuac, señor de Iztapalapa.
Cuitláhuac fue elegido huey tlatoani de Tenochtitlan tras la muerte de Moctezuma, pero murió poco tiempo después a causa de la epidemia de viruela que diezmo a la ciudad en 1520. Los españoles volvieron al valle de México en 1521, apoyados por los tlaxcaltecas, los acolhuas y otros pueblos que tenían enemistad con Tenochtitlan. En Texcoco, Cortés ordenó cercar por tierra la zona de Tenochtitlan. Gonzalo de Sandoval fue el encargado de atacar a Iztapallapan, a donde llegó cuatro días después de la fiesta de Corpus Christi de 1521. El enfrentamiento en la ciudad fue prolongado, fueron incendiadas todas las casas que se encontraban sobre la tierra. En la batalla, los iztapalapenses fueron apoyados por canoeros de otras partes de la cuenca. Algunos dicen que el propio Cuauhtémoc, tlatoani tras la muerte de Cuitláhuac, participó en la batalla de Iztapalapa. Como Sandoval no podía con la resistencia de los mexicas, llegaron en su apoyo Cristóbal de Olid por tierra y Hernán Cortés por agua, procedentes de Coyohuacan donde ya habían vencido. Iztapalapa fue arrasada, se calcula que fallecieron alrededor de cinco mil personas a causa de la guerra y de las epidemias.

### Época colonial

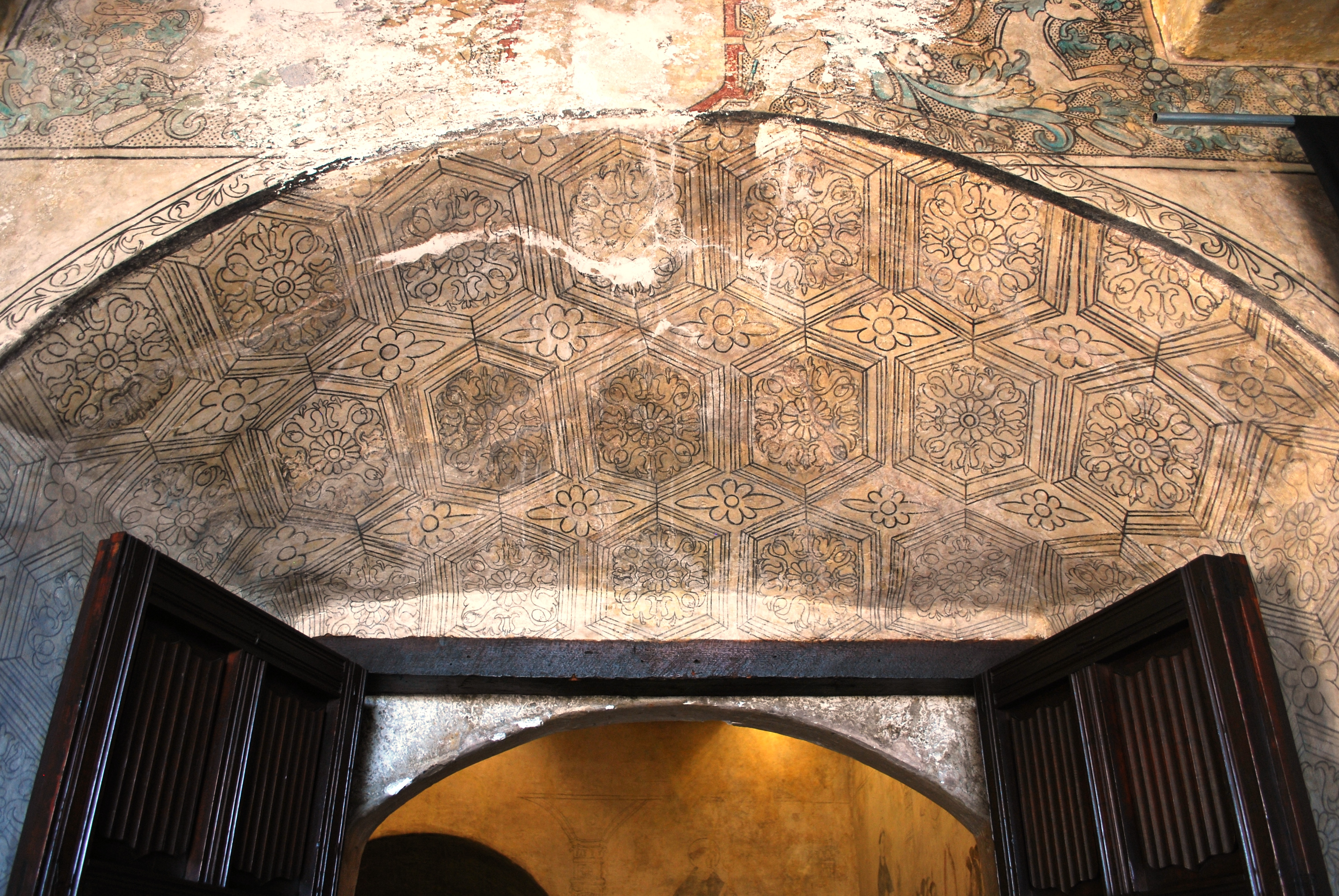
Pintura mural en el dintel de una puerta del exconvento de San Juan Evangelista de Culhuacán, actualmente habilitado como museo y centro cultural.

Tras la instalación del dominio español en el valle de Anáhuac, los poblados se repartieron en encomiendas entregadas a particulares. De acuerdo con las ordenanzas de Burgos —que en teoría buscaban un trato justo para los indígenas, pero no lo consiguieron—, el encomendero tenía derecho a recibir tributo de los pueblos que la Corona le entregaba; en correspondencia tenía la obligación de garantizar su cristianización y proteger el territorio. Hernán Cortés designó seis pueblos como dominio en encomienda de Ciudad de México. Estos pueblos fueron Churubusco, Mexicaltzingo, Culhuacán, Iztapalapa, Cuitláhuac y Míxquic. A pesar de que la ciudad solicitó la confirmación de las posesiones al rey de España en 1525, cinco de estos pueblos pasaron a manos de particulares entre ese año y 1529. Solo Iztapalapa había quedado bajo el dominio de la ciudad, que recibía su tributo, empleaba mano de obra iztapalapense y pagaba el salario del párroco del pueblo. En 1582 Iztapalapa pasó a dominio de la Corona, pues la ciudad no pudo demostrar los títulos que le daban poder sobre la población.
Culhuacán pasó a manos de Cristóbal de Oñate en 1525. Oñate llegó a Nueva España después de la conquista de Tenochtitlan. Se destacó en las guerras contra los pueblos indígenas del occidente de Nueva España, en las que participó a partir de 1529. Se le considera fundador de Guadalajara (Jalisco) y fue una figura importante en la guerra del Mixtón. Oñate participó en la conspiración de los encomenderos de Nueva España, encabezada por Martín Cortés —el hijo de Hernán Cortés—. Oñate fue arrestado en 1567 cuando intentaba llegar a Bayona con el propósito de buscar el apoyo de Francia para la causa de los encomenderos.
El territorio de la actual alcaldía Iztapalapa corresponde aproximadamente al territorio del corregimiento de Mexicaltzingo, creado a principio del siglo XVI en la región de los cuatro pueblos culhuas, salvo Iztapalapa que, como se dijo, fue sujeto del ayuntamiento de México casi hasta el final de esa centuria. En el siglo XVII, Mexicaltzingo fue elevada a la categoría de alcaldía mayor al añadírsele las estancias de Los Reyes Acaquilpan y Santa Martha Acatitla que habían pertenecido a Ciudad de México. Más tarde fue gobernado por un subdelegado, en la época de las reformas borbónicas. Según el censo de 1552, la población de la zona disminuyó considerablemente después de varias epidemias. En ese año Culhuacán contaba con 817 tributarios y 260 Mexicaltzingo.

### SigloXIX

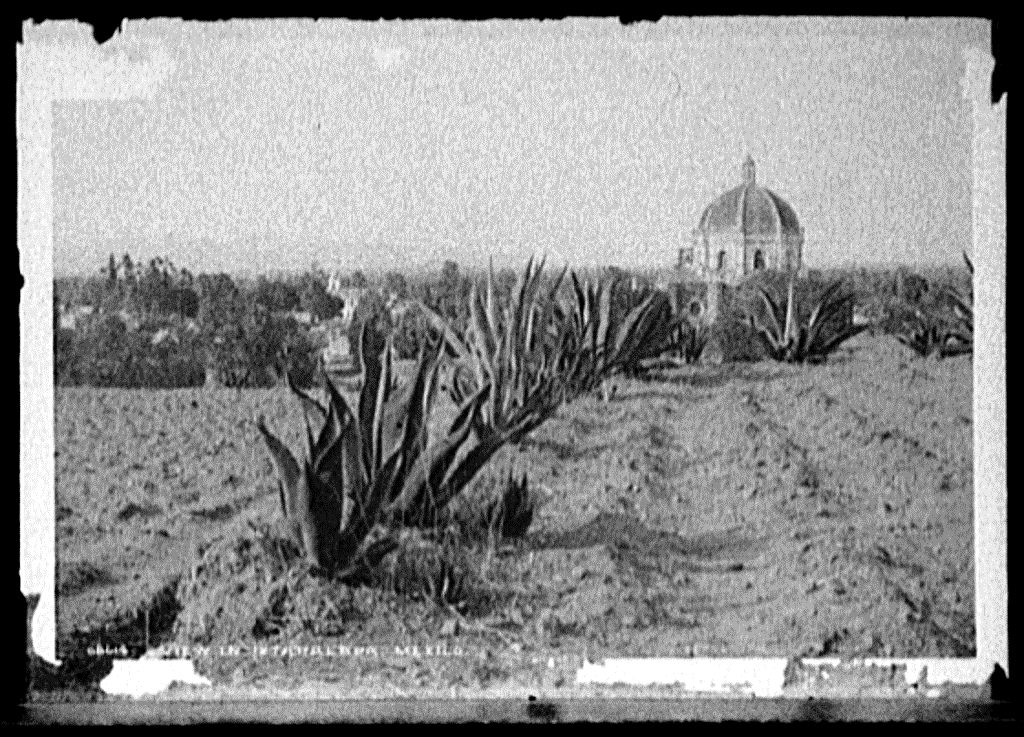
Iztapalapa al final del.

Durante la guerra de Independencia, las autoridades virreinales dispusieron la recaudación de fondos para el mantenimiento de las milicias realistas. En el caso del valle de México, esto ocurrió en 1813. Los pueblos de la jurisdicción de Mexicaltzingo —salvo la cabecera y San Mateo— se resistieron al pago de las cooperaciones, pero después de la intervención del arzobispo de México se vieron obligados a cubrir el importe.
El proceso de marginalización del territorio de Iztapalapa dio comienzo en la época colonial y continúa en la actualidad. A pesar de encontrarse a escasos 14 kilómetros de lo que fue originalmente la Ciudad de México, y actualmente conurbada a ésta, durante los primeros años del México independiente (siglo XIX), los iztapalapenses solo alcanzaban a ver la polvareda que alzaban los carromatos de viajeros y ejércitos procedentes o con destino a Puebla o Veracruz.
Para comunicarse con Ciudad de México, Iztapalapa contaba con la ventaja de vías fluviales como los canales de Chalco y Xochimilco, que se unían para formar el Canal de la Viga. En su camino pasaba por los barrios de Iztacalco y Santa Anita, dos de los sitios de paseo preferidos por los capitalinos decimonónicos; y llegaba hasta el embarcadero de Roldán en el centro. A través de este canal se transportaban los productos agrícolas de los pueblos lacustres de Xochimilco-Chalco. La agricultura era el soporte económico básico, y además permitía satisfacer las necesidades locales de maíz, frijol y numerosos vegetales.
En el siglo XIX y hasta principios del siglo XX, en la región existieron varias haciendas: La Soledad, La Purísima, San Nicolás Tolentino (llamada de San Nicolás Buenavista después de la expulsión de los jesuitas, ubicada en San Lorenzo Tezonco), la hacienda del Peñón y la del Arenal. que concentraban la mayor parte de los terrenos disponibles. El crecimiento de los ranchos y las haciendas se debió al despojo sistemático de las comunidades indias originarias.
A la mitad del siglo, el pueblo de Iztapalapa contaba con 3416 habitantes, distribuidos en 13 barrios, y organizados en dos medios pueblos. En el resto de la municipalidad (creada en 1862) habitaban 1809 personas. Comienza el proceso de urbanización, se entuba el canal de la viga ahora calzada y se comenzaban a usar los tranvías y camiones. Hacia 1920 la población total de la municipalidad era de más de 20 000 habitantes, nueve mil de ellos correspondientes a la cabecera.
En 1861 Iztapalapa queda como parte de Tlalpan. La ley de la organización política y municipal de 1903 colocó bajo el gobierno local de Iztapalapa varios pueblos de los alrededores: Iztacalco, San Juanico Nextipac, Santa Cruz Mayehualco, Santa Martha Acatitla, Santa María Iztlahuacán, Tlayocuxan, Tlaltenco y San Lorenzo Tezonco. Su población llegó a 10 440 habitantes, de los cuales 7200 vivían en la cabecera establecida para entonces ya en Iztapalapa y en 1906 se establece como municipio.
La organización municipal de 1903 quedó sin efecto con la promulgación de una nueva ley territorial para el Distrito Federal en el año 1929. Esta ley estableció la división en delegaciones políticas dependientes de la Jefatura del Distrito Federal, una de ellas Iztapalapa.
Las actividades económicas seguían basándose en la agricultura, se explotaban canteras de Culhuacán y el Cerro del Marqués; dejaron de funcionar las haciendas y ranchos. Durante los primeros años del siglo XX, la población de Iztapalapa seguía dedicándose principalmente al cultivo de chinampas. Insistimos en el hecho de que la mayor parte de las tierras de cultivo estaban concentradas en unas cuantas haciendas, cuya producción se destinaba al consumo de la Ciudad de México.

### Historia contemporánea
Tras la Revolución mexicana, tuvo lugar el reparto agrario entre las comunidades de Iztapalapa. De hecho, la historia de la Reforma agraria en México comienza en el poblado de Iztapalapa de Cuitláhuac, la primera que obtuvo la restitución de sus bienes comunales por una resolución presidencial publicada en el Diario Oficial de la Federación del 15 de noviembre de 1916.
Debe recordarse que algunos de los pueblos originarios de Iztapalapa no solamente fueron simpatizantes del zapatismo durante la Revolución mexicana sino que nutrieron sus filas  e incluso terminado el conflicto armado sostuvieron demandas y reclamos en defensa de sus tierras, por lo que en casos como el de Santa Martha Acatitla y causa de la activa intervención del abogado Octavio Paz Solórzano esta comunidad fue dotada de tierras ejidales en 1924. Al año siguiente Santa María Aztahuacán también fue un pueblo beneficiado de la misma manera.
Iztapalapa, es también el resultado de su evolución social sostenido a lo largo del siglo XX. 
Iztapalapa se caracterizó por poseer una alta población indígena, como sabemos existente desde épocas prehispánicas, dedicada a labores agrícolas, que finalmente se fue urbanizando y adaptando en espacio físico y cultural, teniendo que asimilar las transformaciones de Ciudad de México; a esta región también se conectó una población inmigrante de otras etnias, colocadas en otras partes de la ciudad, con las que se fue construyendo una red de relaciones de distintos grados de intensidad y de cohesión interna. El panorama social y urbanístico de la delegación, es el resultado del modelo de crecimiento urbano e industrial capitalista seguido por los gobernantes del siglo XX.
Tradicionalmente agrícolas, los pueblos de Iztapalapa (junto con Iztacalco, Tláhuac y Xochimilco) se fueron transformando en poblaciones urbanas a medida que se les fue expropiando sus terrenos agrícolas con la excusa de una utilidad pública. Este proceso se inicia en 1928 cuando Iztapalapa pasa a ser una de las doce unidades jurídico-administrativas (delegaciones) subordinadas a la autoridad Central de Ciudad de México, modificando las condiciones de existencia de una población que vivía del cultivo de chinampas y tierras de temporal. En 1930 el 75 % de la población se dedicaba a actividades agrícolas, a través de minifundios, con relaciones comunales de tipo familiar. Para 1940, los residentes solo se dedican el 55,2 % a la actividad agrícola y ya se identifica un 14 % de población inmigrante de otros estados. Se identificaban 17 pueblos y 36 colonias. Debido al desarrollo y crecimiento industrial en los siguientes años desaparecen los canales acuáticos. Se inicia la venta y fraccionamiento de tierras agrícolas, lo que fragmenta la estructura social y económica de los pueblos. Para 1960, el 85 % de la población era netamente urbana, aumentando en un 40 % los asentamientos con respecto a 1940.
Entonces, en 1940 los ocho barrios de Iztapalapa (Barrio La Asunción, Barrio Santa Bárbara, Barrio San Ignacio, Barrio San Pedro, Barrio San Pablo, Barrio San José, Barrio San Lucas, Barrio San Miguel) quedaron incorporados a la zona urbana de Ciudad de México. Una década más tarde, tuvo lugar el entubamiento del canal de La Viga, de vital importancia para la agricultura chinampera, que al verse privada de un insumo básico (agua), entró en crisis. Durante la década de los cincuenta, comienza la ocupación de la chinampería por colonias populares. Una década más tarde, se construyen los primeros parques industriales de la delegación en la zona de Los Reyes Culhuacán; en algunas áreas, la subdivisión de la tierra se da en manzanas y lotes.
Asimismo, la población se triplicó con respecto a la registrada en 1950. El factor determinante de este proceso espacial y demográfico lo constituyó el flujo migratorio que tan solo en 1960 representó el 37 % del crecimiento demográfico de la demarcación.
Los pueblos de los años 40 fueron perdiendo formas de organización, de cultura y de identidad indígena. Casi hasta desaparecer su lengua indígena (náhuatl), solo se conservaron ciertos rasgos distintivos, y actividades rituales que se han querido conservar, como una forma de reconocer sus raíces, aunque ya no se identifiquen como indígenas.
Del periodo de los 40-60 no existe información censal para conocer la composición indígena asentada en el periodo que comienza a dispararse el crecimiento. Se registran al menos 17 etnias que sobresalen por su número de población, pero hay al menos el doble o más de otras que se incorporan y que tiene que ver con las condiciones de desgaste del campo al interior de la República y con conflictos políticos. Cada gran grupo étnico se dedicó a labores específicas: elaboración de muebles artesanales, o se dedicaron a la albañilería y servicio doméstico, o enseres artesanales y venta de semillas.
En 1970 Iztapalapa ya había trasformado su patrón de vida agrícola por una enteramente urbano. Las pocas áreas agrícolas cedieron ante la presión de las inmobiliarias y el creciente flujo de migrantes que se dirigían a esta delegación en busca de terrenos baratos. Se crean 18 colonias más y se inicia la construcción de unidades habitacionales para trabajadores. Siendo que en las década de 1970 a 1980, Iztapalapa registró uno de los mayores índices de hacinamiento urbano en la ciudad, por el crecimiento natural de la población y por el constante flujo migratorio. En que las autoridades no pudieron ofrecer los servicios que se demandaban, ni modificar ese esquema de crecimiento.
A partir de la declinación de la actividad agrícola en el valle de México, el gobierno federal da inicio a una política de expropiación de las dotaciones ejidales de los pueblos absorbidos por el crecimiento de la ciudad, (hecho que queda reflejado en el nombre de una de las colonias delegacionales como "Ex-ejidos de Iztapalapa"). Quizá la expropiación más emblemática en la delegación fue la del antiguo ejido de Iztapalapa, en donde se construyó la Central de Abasto de la Ciudad de México en el año 1982. Fue frecuente la especulación con la tierra ejidal durante el periodo de 1970 a 1990. El caso más conocido de estos casos es el del Paraje San Juan, en la actualidad, motivo de un litigio entre el Gobierno del Distrito Federal y el supuesto dueño de las tierras.

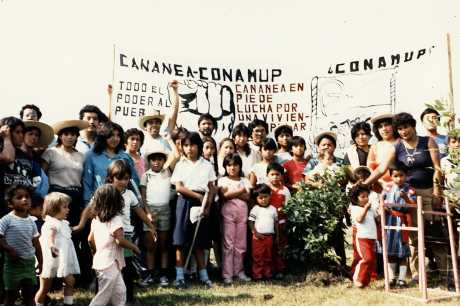
Miembros de la UCISV-Libertad, de Cananea. Iztapalapa, DF.

El crecimiento de la población de Iztapalapa ha traído graves consecuencias para todos sus habitantes desde casi tres décadas ininterrumpidas. En este periodo han surgido muchas organizaciones populares que reclaman la dotación de servicios urbanos (y en muchos casos, operan programas de desarrollo social apoyados por ONG) en zonas de reciente ocupación. La crisis se agudizó tras el terremoto del 19 de septiembre de 1985, cuando el Departamento del Distrito Federal decidió reubicar a los damnificados en unidades habitacionales de la periferia. A partir de entonces, Iztapalapa ha sufrido desabasto de agua, problemas de transporte (que no se solucionaron ni con la construcción de dos líneas del Metro de la Ciudad de México), mala calidad en los servicios educativos y una depauperación visible. La consecuencia más palpable de ello es que los índices de incidencia delictiva de Iztapalapa se encuentran entre los más altos de Ciudad de México y el predominio de familias con fuerte pobreza económica.
Hoy en día se puede considerar que Iztapalapa es un foco rojo de acuerdo con el párrafo anterior, sin embargo, también se están abriendo más espacios para la cultura y las artes, como son el Faro de Oriente que gratuitamente imparte cursos de manualidades, teatro, entre otros; con esto se ha realizado la labor de tener jóvenes más ocupados en aprender y crear que en destruir.
De esta manera, poniendo al alcance de la gente la cultura y de una manera tal vez coloquial, se puede llegar a neutralizar un poco los índices delictivos.

### Historia del archivo de Iztapalapa
La historia del Archivo Histórico de Iztapalapa ha pasado por momentos difíciles. Hace 25 años las autoridades de Iztapalapa intentaron organizar un acervo para consulta sobre la historia de la delegación. Se le destinó la casa de Cultura Fuego Nuevo, que en ese momento se encontraba en la colonia Granjas México, pero debido a las malas instalaciones del edificio los documentos se dañaron durante una inundación.
La Universidad Autónoma Metropolitana Unidad Iztapalapa y la Delegación Iztapalapa, emprendieron en 1992 un proyecto para localizar todos los documentos sobre la zona resguardados en el Archivo General de la Nación: se solicitaron dos fotocopias de cada expediente para que cada institución tuviera su acervo; se realizó un índice del material, el cual se depositó en cajas de cartón, respetando los datos de identificación por si alguna persona estaba interesada en consultar directamente el original.
En ese momento fueron pocas las publicaciones que pudieron enriquecer el acervo, pero algo pudo adquirirse. Para complementar, se realizaron entrevistas que fueron grabadas en cintas de casetes, a personas mayores nativas de diferentes pueblos, con el propósito de reconstruir historias de vida, que a su vez dieran datos sobre la historia local.
En julio de 2010, instalado en la nueva sede ubicada en el Zócalo de Iztapalapa o Macroplaza Cuitláhuac, en el Archivo se emprendió la tarea de reordenar el acervo para ponerlo nuevamente a disposición de los estudiantes e investigadores que acuden a solicitar información, y se inauguró el 26 de octubre de ese año, teniendo como primera actividad el VI Encuentro de Cronistas de la Ciudad de México.
El Archivo Histórico de Iztapalapa reinició actividades en su nueva sede, en la Plaza Cuitláhuac del centro de Iztapalapa, en octubre de 2010. Resguarda un acervo documental sobre la historia de esta demarcación desde la época prehispánica hasta nuestros días; incluye planos, mapas, fotografías, libros, revistas, trípticos, volantes, carteles, notas periodísticas, boletines de prensa, etc., y está abierto al público de 09:30 a 15:30 horas, de lunes a viernes y sábados de 10 a 14:00 horas, con un programa alterno de actividades.
Sus principales actividades son:
Asesoría a estudiantes y personas interesadas en rescatar y escribir la historia de sus pueblos y colonias. En convenio con otras instituciones culturales y educativas, promover el rescate de la historia oral y de fotografía, en dos categorías: pueblos originarios y nuevos asentamientos.
Presentaciones de libros o revistas, tanto de la Delegación como de otros lugares.
Exposiciones temporales, ciclos de conferencias y elaboración y proyección de videos documentales. Estas actividades se realizan también en espacios alternos.

## Gobierno y política

### Gobierno delegacional
Iztapalapa fue a lo largo del siglo XIX una de las municipalidades del Distrito Federal, aunque en algunos periodos comprendió parte del partido de Tlalpan, y su territorio llegó a abarcar zonas que actualmente se encuentran dentro de las delegaciones Iztacalco, Benito Juárez, Xochimilco y Tláhuac.
Fue creada como una de las delegaciones políticas del Distrito Federal en 1928, cuando se suprimió el régimen municipal en esta entidad federativa.
Iztapalapa es una de las dieciséis demarcaciones territoriales en que se divide la Ciudad de México, de acuerdo con la Ley Orgánica de la Administración Pública de esa entidad federativa. Para su administración y gobierno, las demarcaciones territoriales cuentan con órganos que se denominan delegaciones. Los titulares de las delegaciones son conocidos como jefes delegacionales o delegados, aunque ninguno de los dos nombres están oficializados por la ley. Las responsabilidades del jefe delegacional de Iztapalapa son las mismas que se disponen en el artículo 39.° de la ley antes mencionada.
A partir del año 2000 son electos los jefes delegacionales, y son electos cada tres años. Desde ese año, la jefatura delegacional de Iztapalapa fue ocupada por miembros del Partido de la Revolución Democrática (PRD) durante prácticamente toda la existencia de dicho cargo. En 2009 el cargo fue ganado formalmente por el candidato del Partido del Trabajo (PT) Rafael Acosta Ángeles, quien renunció al puesto para que fuera nombrada Clara Brugada, militante perredista. La última jefa delegacional fue Dione Anguiano Flores, igualmente del PRD.
A partir de 2018, se dejó de utilizar el término «jefe delegacional» sustituyéndolo por «alcalde», debido a la creación del estado libre y soberano de Ciudad de México y la extinción del Distrito Federal. La primera persona en sustentar el cargo de alcaldesa de Iztapalapa es Clara Brugada de Morena.

### Representación popular y elecciones
Entre 1928 —cuando se suprimió el régimen municipal del Distrito Federal— y 1988, la única representación política con la que contaban los iztapalapenses, fueron sus diputados al Congreso de la Unión y el senador por el Distrito Federal. En 1988 se instituye la Asamblea de Representantes del Distrito Federal (ARDF) como un órgano de representación popular con capacidades acotadas. En 1993 se realizó un plebiscito a través del cual los capitalinos expresaron su voluntad de ejercer todos sus derechos ciudadanos. En 1996 se reformó la Constitución para que el Distrito Federal pudiera elegir a su jefe de gobierno y un órgano legislativo sin autonomía, pero con poder más amplio que la antigua ARDF. En 1997, los ciudadanos del Distrito Federal votaron por primera vez desde 1928 a su jefe de gobierno en unas elecciones donde resultó vencedor Cuauhtémoc Cárdenas.
La Asamblea Legislativa del Distrito Federal (ALDF) es el órgano legislativo en la capital mexicana. Este órgano se encuentra formado por sesenta y seis diputados elegidos por el voto popular para un período de tres años, improrrogable y sin posibilidad de reelección. Cuarenta diputados son electos por el principio de mayoría simple para representar a cada uno de los distritos electorales locales en que se divide el territorio capitalino. El resto de las curules se reparte proporcionalmente entre las listas de candidaturas plurinominales registradas, según el porcentaje de votos que cada partido o coalición haya obtenido en los comicios, mediante una lista cruzada entre la lista plurinominal y los segundos lugares.
Por la magnitud de su población, Iztapalapa está dividida en ocho distritos electorales locales, siendo la demarcación territorial con el mayor número de representantes en la ALDF. En las elecciones legislativas locales de 2012, los ocho distritos fueron ganados por la alianza integrada por el Partido de la Revolución Democrática (PRD), el Partido del Trabajo (PT) y Movimiento Ciudadano (MC). De los candidatos comunes, siete eran militantes del PRD y uno de MC.
| Distritos electorales locales de Iztapalapa | Distritos electorales locales de Iztapalapa | Distritos electorales locales de Iztapalapa | Distritos electorales locales de Iztapalapa |
| Distrito                                    | Cabecera                                    | Diputado                                    | Partido                                     |
| ------------------------------------------- | ------------------------------------------- | ------------------------------------------- | ------------------------------------------- |
| XIX                                         | Juan Escutia (norte)                        | Dione Anguiano Flores                       | PRD                                         |
| XXII                                        | Barrio de San Miguel Iztapalapa (centro)    | Jesús Cuauhtémoc Velasco Oliva              | MC                                          |
| XXIII                                       | Santa Martha Acatitla (oriente)             | Daniel Ordóñez Hernández                    | PRD                                         |
| XXIV                                        | El Triunfo (poniente)                       | Efraín Morales López                        | PRD                                         |
| XXVI                                        | Santiago Acahualtepec (oriente)             | Arturo Santana Alfaro                       | PRD                                         |
| XXVIII                                      | Minerva (poniente)                          | Ernestina Godoy Ramos                       | PRD                                         |
| XXIX                                        | Los Ángeles Apanoaya (centro sur)           | Gabriel Antonio Godínez Jiménez             | PRD                                         |
| XXXII                                       | Puente Blanco (sur)                         | Jerónimo Alejandro Ojeda Anguiano           | PRD                                         |
| Fuente: IEDF, ALDF.                         |                                             |                                             |                                             |

Los diputados federales son los representantes de los ciudadanos mexicanos en el Congreso de la Unión. El territorio mexicano se divide en 300 distritos electorales federales. Cada uno de estos distritos elige un diputado a la Cámara de Diputados. El territorio de Iztapalapa se encuentra repartido en seis distritos electorales, uno de los cuales es compartido con Xochimilco.
En las elecciones legislativas federales de 2009, tres distritos de Iztapalapa fueron ganados por candidatos del PRD y tres por los candidatos del Partido del Trabajo (PT), de izquierda y generalmente aliado político del PRD.
| Distritos electorales federales de Iztapalapa | Distritos electorales federales de Iztapalapa | Distritos electorales federales de Iztapalapa | Distritos electorales federales de Iztapalapa |
| Distrito                                      | Cabecera                                      | Diputado                                      | Partido                                       |
| --------------------------------------------- | --------------------------------------------- | --------------------------------------------- | --------------------------------------------- |
| 4                                             | San Andrés Tomatlán (suroeste)                | Jaime Fernando Cárdenas García                | PT                                            |
| 18                                            | Leyes de Reforma (norte)                      | Eduardo Mendoza Arellano                      | PRD                                           |
| 19                                            | Las Peñas (centro oriente)                    | José Gerardo Rodolfo Fernández Noroña         | PT                                            |
| 20                                            | Sinatel                                       | Mario Alberto di Costanzo Armenta             | PT                                            |
| 22                                            | Santiago Acahualtepec (oriente)               | Arturo Santana Alfaro                         | PRD                                           |
| 25                                            | San Lorenzo Tezonco (sur)                     | Luis Felipe Eguía Pérez                       | PRD                                           |
| Fuente: Cámara de Diputados, IFE.             |                                               |                                               |                                               |

### Gobierno interior
Iztapalapa es la demarcación territorial más poblada de México, con más de 1 800 000 habitantes en 2010. Desde la década de 1990 se hicieron algunas propuestas para dividir su territorio en tres demarcaciones, con el propósito de gestionar mejor el presupuesto y atender la gran complejidad que presenta una población de las dimensiones propias de la iztapalapense. Ninguna de ellas ha sido puestas en marcha ni ha recibido mayor atención en la Asamblea Legislativa del Distrito Federal.
Iztapalapa se encuentra subdividida en trece Direcciones Territoriales, que tienen el propósito de acercar la gestión gubernamental a dimensiones espaciales y demográficas de menor dimensión. Las Direcciones son Aculco, con sede en la colonia Nueva Rosita; Leyes de Reforma, con sede en la colonia Leyes de Reforma 3.ª Sección; Acatitla de Zaragoza, con sede en la unidad habitacional Solidaridad-El Salado; San Lorenzo Tezonco, con sede en el pueblo del mismo nombre; Santa Cruz Quetzalcóatl, con sede en la colonia Las Peñas; Sierra de Santa Catarina, con sede en San Miguel Teotongo; Atlalilco-Axomulco, con sede en el Barrio San Lucas (en esta se localizan los 8 Barrios de Iztapalapa, y la sede delegacional; Los Culhuacánes, con sede en la colonia Valle del Sur-Culhuacan; Aztahuacan, con sede en la unidad habitacional Santa Cruz Meyehualco; Teotongo-Acahualtepec, con sede en la colonia 2.ª ampliación Santiago Acahualtepec; Los Ángeles-Agrarista, con sede en la colonia Los Ángeles Apanoaya; Cabeza de Juárez con sede en Eje 5 Sur Marcelino Buendia esquina Periférico Canal de San Juan, U.H. Chinampac de Juárez; y finalmente Estrella con sede en Av. San Lorenzo s/n, col. San Juan Xalpa, aún lado del Panteón Civil San Nicolás Tolentino, en las faldas del Cerro de la Estrella.

## Demografía
En este apartado presentamos algunos indicadores sociales de la población de Iztapalapa, siempre comparando los datos contra los obtenidos para el Distrito Federal en periodos similares. En algunos casos se exponen datos históricos que permitirán tener un panorama amplio de la historia demográfica de la delegación.

### Dinámica de población
Como se observa en el cuadro 1, por lo menos desde 1930 la tasa de crecimiento de la población iztapalapense es más alta que la presentada a nivel del Distrito Federal. Buena parte de ese crecimiento se podría explicar por la expansión de la ciudad central que terminó por desbordarse a las tierras circundantes, que anteriormente habían sido dedicadas a los cultivos. De acuerdo con los resultados del II Conteo Nacional de Población y Vivienda generado por el INEGI, la Delegación Iztapalapa contaba al año 2010 con 1 820 888 habitantes en su territorio de los cuales, el 48,6 % (885 049 habitantes) estaba constituido por hombres y el restante 51,4 % (935 839 habitantes) por mujeres. Para un periodo de tres quinquenios, del año 1990 al 2000, el total de la población iztapalapense creció a una tasa del 0,77 %. Esto es, de tener 1 488 636 habitantes en 1990, pasando a 1 694 677 habitantes en 1995, llegó a tener 1 773 343 habitantes en el año 2000.
Para un periodo similar, pero partiendo del año 1995, Iztapalapa llegó a tener 1 820 888 habitantes en el año 2005 con una tasa de crecimiento que disminuyó a 0,32 % lo cual nos habla de un aumento en la emigración de la gente que la habita así como de los efectos sociales que han tenido las políticas públicas de planificación familiar.
Es significativo que en la diferencia relativa entre las tasas de crecimiento de Iztapalapa y el Distrito Federal haya aumentado dramáticamente en el periodo de 1970-1990. Tras el desastre del 19 de septiembre de 1985, muchas de las familias que habían radicado en las áreas centrales se desplazaron a los nuevos conjuntos habitacionales que se construían en la periferia. Esta tendencia no se detuvo hasta la mitad de la década de 1990, cuando se agotaron las tierras disponibles en Iztapalapa y se decretó la protección de la Sierra de Santa Catarina, la zona más presionada por la expansión de la mancha urbana.
Aunque el Distrito Federal por su estatus jurídico-político, no se dividía en municipios como el resto de entidades federativas, sino en delegaciones, en las estadísticas se consideran equivalentes, con lo cual Iztapalapa se considera el municipio más poblado (y uno de los más densos) de México al contar con un población total de 1 820 888 personas en una extensión de 116,6 km², parte los cuales son zonas protegidas, lo cual reduce en la práctica el área habitable, es decir: la densidad real es mucho mayor a la densidad oficial.
| Evolución demográfica de Iztapalapa |
| ----------------------------------- |
|                                     |
|                                     |
| Fuentes: GDF, 2000; Inegi, 2011b.   |

### Indicadores sociales
- Índice de Desarrollo Humano: El índice de desarrollo humano de Iztapalapa (que es un coeficiente en el que se considera el acceso a la educación, la salud y el ingreso) es de 0,8359, que coloca a la alcaldía en el sitio 13 de 16 en la Ciudad de México. El IDH de Ciudad de México es de 0,871, el más alto de México. La mayor parte de la población es de clase media baja y baja con pequeños sectores de clase media y media alta.
- Marginación: La zona más marginada de la alcaldía Iztapalapa se encuentra en las faldas de la Sierra de Santa Catarina, Cabeza de Juárez, y San Lorenzo Tezonco. Se trata de los asentamientos más recientes, cuya fundación oscila entre la década de 1960 y el tiempo actual. La zona poniente, colindante con Benito Juárez, es la menos marginada entre las que destacan las colonias Sinatel, Ampl. Sinatel, Banjidal, Apatlaco, Justo Sierra como las de mayor calidad de vida en el Distrito Federal.
- Alfabetismo: De la población mayor de 15 años que habita en Iztapalapa (poco más de 1 200 000 personas), el 96,3 % sabe leer y escribir; en tanto que la tasa observada en la Ciudad de México fue de 97,0 %. En lo respectivo a los niños en edad escolar, sólo el 91,88 % de los sujetos en ese rango saben escribir. El índice observado para la Ciudad de México fue de 92,94 %. El promedio de grado escolar en Iztapalapa es de 9 años de instrucción, en tanto que para el DF es de 10 años.
- Hablantes de lenguas indígenas: Según el censo de 2000, el total de hablantes de lenguas indígenas que habitaban en Iztapalapa fue de 32 141 personas, de las cuales la amplia mayoría habla español. Las lenguas indígenas con mayor presencia en ese periodo censal fueron la náhuatl, con 4451 hablantes; la mixteca, con 4390; la lengua otomí, con 2564; y el idioma zapoteco, con 2569.
- Religión: En el periodo comprendido entre 1980 y 1990, la presencia de la religión católica se redujo en casi 2 %. A pesar de ello, el catolicismo seguía siendo la religión predominante (92,1 %). En un lapso de diez años, el catolicismo perdió presencia frente a otras denominaciones religiosas, en especial, las evangélicas; pasó de 92,1 % a 80,18 %.
- Seguridad: Datos actualizados de la Secretaría de Seguridad Pública del Distrito Federal (SSPDF) señalan que el robo a transeúnte con y sin violencia —con 1679 remisiones y 1618, respectivamente—, es el delito que reporta más arrestos en los primeros cuatro meses de este año. En cuanto a las remisiones por demarcación Iztapalapa ocupa el número dos solo después de la demarcación Cuauhtémoc. Destacándose la primera porque una considerable parte de los ilícitos son cometidos por menores de edad.

Las denuncias más frecuentes ante el Ministerio Público son:

En primer lugar el delito de robo, ocupando el 52,3 %

En segundo las denuncias por lesiones con el 16 %

En tercero el delito de fraude y estafa con el 15,5 %

En esta demarcación se denuncian el 15,5 % de los delitos registrados en el Distrito Federal. Actualmente, la alcaldía Iztapalapa es la más insegura de la Ciudad de México, dónde más asaltos, más impunidad, y más asesinatos hay, ocupando el 1@ lugar.
- Indigenismo: Hasta el año 2005 un porcentaje apenas cercano al 2 % del total de la población que habitaba la Delegación Iztapalapa, tomando en consideración solo a los habitantes que tenían 5 años o más de edad, hablaba alguna lengua indígena (29 834 de un general de 1 630 204 personas). Los porcentajes se mantuvieron proporcionalmente para cada género poblacional, es decir, tanto hombres como mujeres. De la población total hablante de lenguas indígenas (29 834 personas), 51 % fue conformado por hombres y el complementario 49 % por mujeres. Para el 2005 del total de la población de 5 años y más que habla alguna lengua indígena, un gran porcentaje también lo hace en el idioma español (94,8 %) y, aunque la población que no habla español es un porcentaje diminuto (0,4 %), posiblemente es mayor en realidad si se toma en cuenta que el restante 4,7 % no especificó si hablaba español además de su lengua indígena materna.

### Principales localidades

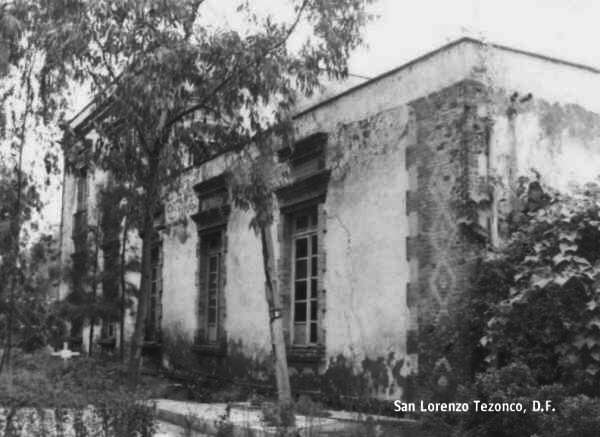
Casco de la vieja hacienda de San Nicolás Tolentino, en San Lorenzo Tezonco.

Los dieciséis pueblos de origen colonial o prehispánico que se localizan en la alcaldía Iztapalapa han sido absorbidos completamente por la mancha urbana de Ciudad de México. A pesar de ello, conservan varias características culturales y sociales que los distinguen de las colonias populares que los rodean. Esos dieciséis pueblos son:
- Iztapalapa de Cuitláhuac
- Pueblo Aculco
- Magdalena Atlazolpa
- San Juanico Nextipac
- San Andrés Tetepilco
- San Marcos Mexicaltzingo
- Pueblo Culhuacán
- Santa María Tomatlán
- San Andrés Tomatlán
- San Lorenzo Tezonco
- Santa Cruz Meyehualco
- Santa María Aztahuacán
- San Sebastián Tecoloxtitlán
- Santiago Acahualtepec
- Santa Martha Acatitla
- San Lorenzo Xicoténcatl

La mayor parte de ellos están divididos en 14 barrios los cuales son:
1. Barrio Guadalupe
2. Barrio La Asunción
3. Barrio San Antonio
4. Barrio San Antonio Culhuacán
5. Barrio San Ignacio
6. Barrio San José
7. Barrio San Lorenzo
8. Barrio San Lucas
9. Barrio San Miguel
10. Barrio San Pablo
11. Barrio San Pedro
12. Barrio San Simón Culhuacán
13. Barrio Santa Bárbara
14. Barrio Tula

Estos pueblos originarios poseían tierras comunales o ejidales que tras el crecimiento de Ciudad de México y la ruina de la agricultura en la zona fueron lotificados para proporcionar vivienda barata a la gran cantidad de inmigrantes que llegaron entre las décadas de 1960 y 1990. De esta manera surgieron colonias como Escuadrón 201, Constitución de 1917, Valle del Sur y otras de considerables dimensiones, tanto por su población como por su superficie, lo que, de alguna manera, opaca a los pueblos originales y sus respectivos barrios, convirtiéndolos en simples demarcaciones urbanas (o suburbios de Ciudad de México), aunque han conservado sus tradiciones, lo que les da una cierta identidad. Además Iztapalapa alberga numerosas unidades habitacionales (conjuntos de departamentos horizontales o fraccionamientos urbanos de casas dúplex), de los cuales la mayor es la Unidad Vicente Guerrero, construida en los años setenta. Vicente Guerrero posee actualmente una población aproximada de 13 000 habitantes que ocupan una superficie inferior al kilómetro cuadrado.
Las invasiones de tierra de los años ochenta originaron comunidades enormes con escasez de servicios públicos. Se ubican sobre todo en la región suroriente de Iztapalapa. Ejemplos de ellas son Desarrollo Urbano Quetzalcóatl (26 000 habitantes) y San Miguel Teotongo (80 000 habitantes). Poco a poco la situación de estas colonias ha ido regularizándose, tanto en lo que respecta a la tenencia de la tierra y a la satisfacción de servicios urbanos. Al inicio del siglo XXI, Iztapalapa tiene 241 localidades, entre colonias populares, unidades habitacionales, pueblos y barrios originarios.
Santa Martha Acatitla es uno de los pueblos de la delegación Iztapalapa, se ubica casi la entrada del municipio de La Paz, Estado de México. Este pueblo pertenece a las estaciones de Acatitla y Santa Martha de la Línea A.
En la época Prehispánica, este lugar fue un asentamiento humano de enemigos de los mexicas, llamado "Acatitlan", el cual pasó a llamarse "Santa Martha Acatitla", después de la Conquista Española. "Acatitla" significa en náhuatl, "Entre las Cañas".
El 29 de julio se celebra la patrona de este pueblo, pero también se celebra el 23 de febrero la aparición de la santa patrona.
La demarcación territorial de Iztapalapa, cuenta con una gran extensión de territorio que no hace más de sesenta años era de uso agrícola y contaba con un sistema de comunicación y subsistencia lacustre; ambos elementos, de identidad comunitaria.
En este caso en particular y en la actualidad esta alcaldía es casi en su totalidad un bloque de concreto: industrias, casas, unidades habitacionales, grandes avenidas y ejes viales se posan en las tierras que hasta hace poco representaban el sustento de las generaciones que han radicado en el lugar.
Pero los sinsabores de la gente que habita en el pueblo de Iztapalapa no terminaron con la pérdida o venta de sus tierras; hoy en día enfrenta una gradual transformación en su composición y dinámica social. El nulo reconocimiento y respeto a sus pautas culturales los ha colocado, en ocasiones, en una tensión constante con los nuevos ocupantes del territorio.
La nueva dinámica de interacción comunitaria (originarios-avecindados) ha obligado a los oriundos del lugar a desarrollar mecanismos de conservación cultural u otras formas de resistencia no siempre bien vistas o toleradas por los otros. La alcaldía Iztapalapa, fue habitada por pobladores diversos, provenientes algunos de las ciudades perdidas como; Tlatilco, Río Becerra, Barrio de Santiago, Coltongo, Antiguo ferrocarril de Atlixco, Nativitas Barrio Norte, Santa Cruz Atoyac, Chilero de San Andrés Tetepilco, Contreras del Peñón Viejo, Bordo del Río San Joaquín, Tepito y Colonia Buenos Aires.

## Educación

### Escuelas privadas
Escuelas de sostenimiento privado de nivel preescolar a medio superior dentro de la alcaldía:
- Colegio Arnold Gesell
- Centro Educativo Ixchel
- Colegio Abraham Castellanos
- Colegio Alejandro Tassoni
- Colegio Américas Unidas
- Colegio Citlali
- Colegio Excel Kids
- Colegio Rodolfo Usigli
- Colegio Tennessee
- Colegio Mark Twain
- Escuela Activa
- Escuela Primaria Particular Narciso Mendoza
- Instituto Andersen
- Instituto Progreso y Esperanza
- Instituto Valladolid
- Liceo Americano Moderno
- Liceo Emperadores Aztecas

### Instituciones de Educación Media Superior
Iztapalapa está conformada por una gran variedad de bachilleratos públicos. Los estudiantes pueden ingresar a través del concurso ECOEMS.
- Preparatoria 'Iztapalapa 1' del Instituto de Educación Media Superior de la CDMX[53]
- Preparatoria 'Benito Juárez' del Instituto de Educación Media Superior de la CDMX[53]
- Preparatoria 'Iztapalapa 3' del Instituto de Educación Media Superior de la CDMX[53]
- Colegio de Ciencias y Humanidades Plantel Oriente (CCH-O) de la Universidad Nacional Autónoma de México (UNAM)
- Centro de Estudios Científicos y Tecnológicos 7 "Cuauhtémoc" (CECyT "Voca" 7) del Instituto Politécnico Nacional
- Colegio de Bachilleres Plantel No.6 "Vicente Guerrero"
- Colegio de Bachilleres Plantel No.7 "Iztapalapa"
- CETIS N.º 50
- CETIS N.º 06 "Ignacio Manuel Altamirano"
- CETIS N.° 53
- CETIS N.º 153
- Colegio Nacional de Educación Profesional Técnica Plantel 11 "Aztahuacan"

### Instituciones de Capacitación y Formación para el Trabajo
- Centro de Capacitación para el Trabajo N.º 171 "Heriberto Jara Corona"
- Centro de Capacitación para el Trabajo Industrial N.º 176

### Instituciones de Educación Superior
La alcaldía Iztapalapa alberga cuatro instituciones públicas de educación superior en su territorio. Estas son:
- Unidad Iztapalapa de la Universidad Autónoma Metropolitana (UAM-I)
- Facultad de Estudios Superiores de Zaragoza (UNAM)
- Campus Iztapalapa y San Lorenzo Tezonco de la Universidad Autónoma de la Ciudad de México (UACM).
- Instituto Tecnológico de Iztapalapa
- Instituto Tecnológico de Iztapalapa 2
- Instituto Tecnológico de Iztapalapa 3

Además, Iztapalapa cuenta con el campus Sur de la Universidad Tecnológica de México (UNITEC), Institución privada de Educación Superior así como con dos campus de la Universidad ICEL (Ermita y Zaragoza). Universidad de la República Mexicana (UNIREM) Iztapalapa.

## Cultura

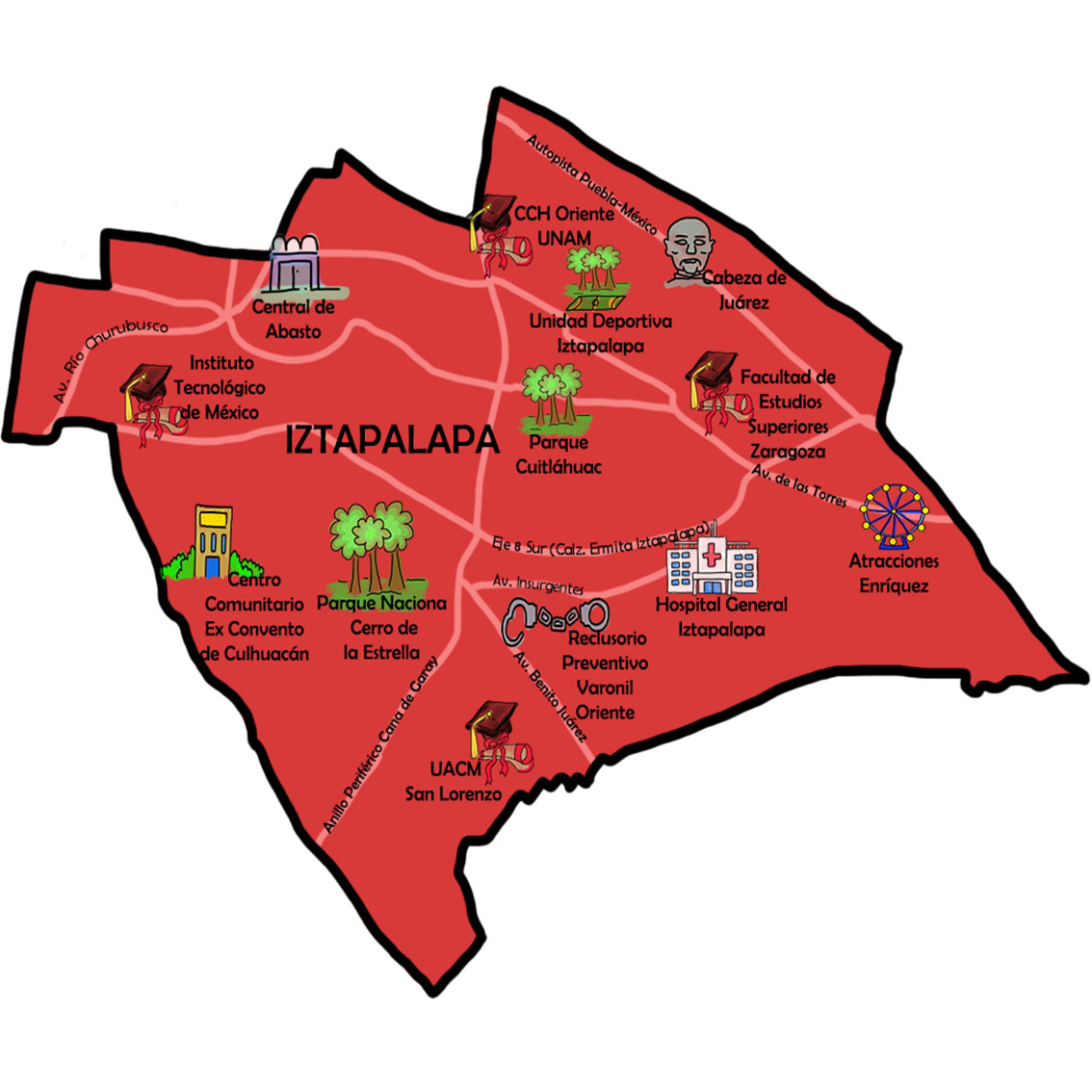
Mapa de los lugares más representativos de la delegación de Iztapalapa

### Tradición oral
Las cuevas del cerro de la Estrella
El cerro de la Estrella tiene muchas cuevas. Algunas de ellas son muy profundas, y le han costado la vida a algunas personas. Algunos habitantes del pueblo de Iztapalapa cuentan que en estas cuevas vive el diablo, o que no tienen fin. Y ésta sería la razón de que algunas personas que entran a las cuevas no regresen jamás: porque se extravían en las galerías o se los lleva el diablo. Es por eso que esta zona está restringida para visitarla.
Curaciones milagrosas en Iztapalapa y San Lorenzo

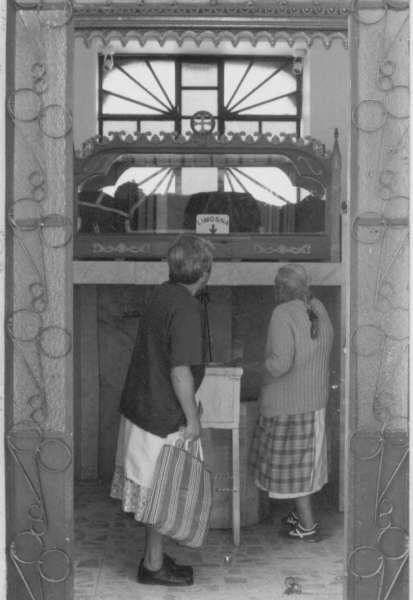
Capilla de El Pocito, en San Lorenzo Tezonco.

Iztapalapa de Cuitláhuac y San Lorenzo Tezonco son dos de los pueblos más viejos de la delegación. Cuenta la tradición que en el siglo XIX ambos sitios fueron afectados por el cólera. Como la gente estaba muy preocupada por la epidemia, invocaron las imágenes de Cristo que se veneraban en sus respectivas ermitas. Según la misma tradición, la mortandad por el cólera cesó a los pocos días. En San Lorenzo, del pie de un ahuehuete brotó un manantial de agua con la que se curaron los tezonqueños y la gente de los pueblos del sur.
En agradecimiento, los iztapalapenses dieron inicio a la representación del Vía crucis, una de las tradiciones de México reconocidas a nivel mundial por el gran compromiso de todos los que participan, cada uno de los actores en este vía crucis, sabe por qué lo vive; también construyeron un santuario que hoy se conoce como La Cuevita. En San Lorenzo, los lugareños construyeron una parroquia y una capilla —a la que llaman El Pocito— en el sitio donde brotó el manantial. En la actualidad, los fiscales del pueblo distribuyen el agua entre quién la solicita.
La leyenda del señor de la Cuevita
Es una de las imágenes más amadas y reverenciadas por los pobladores de Iztapalapa. Para conocer los orígenes de la devoción a este Cristo, nos tenemos que remitir a una antigua leyenda trasmitida entre los pobladores del lugar en el transcurso de los años, la cual nos remonta al mes de mayo de 1723, cuando unos peregrinos procedentes del municipio de Etla, estado de Oaxaca, traían una Santa Efigie en posición sedente, de tamaño natural, a Ciudad de México con el fin de restaurarla. Al pasar por el pueblo de Iztapalapa, una fuerte tormenta los obligó a detener su camino teniendo que resguardarse en una cueva. Como no cesaba la lluvia, decidieron pasar allí la noche para proseguir su recorrido el día siguiente. Comenzaba a amanecer cuando ya estaba todo listo para continuar su viaje. Procedieron a cargar nuevamente la imagen, pero por más intentos que hicieron, aún con el auxilio de los vecinos, nada lograron. Fue tanta la expectación y la fe que despertó este suceso, que lo creyeron como una señal del Santo Cristo para quedarse en ese lugar y fieles a sus deseos lo complacieron. Así es como llega la imagen del Señor de La Cuevita a Iztapalapa, en donde fue acogido como Santo Patrono y protector del pueblo.
En la misma cueva empezó a ser venerado, al pie de monte del Cerro de la Estrella o Huizachtépetl, considerado como un espacio sagrado por los antiguos mexicanos, escenario de una de las ceremonias más importantes del México prehispánico: “el fuego nuevo”. Asimismo, se sabía que en esa cavidad era venerado Tezcatlipoca.
Poco a poco se fue edificando lo que hoy conocemos como Santuario del Señor de La Cuevita, donde se resguarda y venera la santa imagen. A las espaldas del santuario, aún se encuentra la cueva en donde se aprecia una urna que resguarda la imagen del Señor del Santo Entierro; sobre su base se lee la siguiente inscripción: “En este sitio apareció el Señor de La Cuevita un 3 de mayo de 1723, imagen que está en el altar mayor. La imagen que se encuentra aquí es la del Señor del Santo Entierro”. Fue tal la devoción a dicha imagen que en 1738, el papa Clemente XIII, mediante Bula Papal, concedió indulgencia plenaria a quienes confesados y comulgados mirasen al “Santísimo Cristo de Iztapalapa”.
 Ejidatarios y colonos 
La segunda mitad del siglo XX fue una época en que Iztapalapa fue colonizada por inmigrantes del interior de la república. Por aquella época, buena parte del territorio de Iztapalapa estaba dedicado a la agricultura, carecía de servicios de urbanización, y los recién llegados siempre estaban en vilo por los fraudes que se cometían por la venta ilegal de terrenos.
Los campesinos no veían con muy buenos ojos la llegada de los avecindados, porque se robaban (dicen) los productos cultivados. Los campesinos sembraban y los recién llegados se lo comían todo: calabazas, frijoles, elotes, etc. En Santa Cruz Meyehualco, por ejemplo, los ejidatarios llegaron a emplear armas para defenderse de los colonos de La Comuna. Como no pudieron con ellos, optaron por dejar de sembrar.
Las cuevas del cerro de la Estrella, las Curaciones milagrosas en Iztapalapa y San Lorenzo, la Capilla de El Pocito, en San Lorenzo Tezonco, la Procesión de Día de Muertos. Pueblo Aculco, El Vía crucis de Iztapalapa, El de San Lorenzo, Los carnavales de: San Lorenzo Tezonco, Culhuacán, Santa Cruz Meyehualco y el de Santa María Aztahuacan. Las fiestas patronales, El Día de Muertos, la Antigua troje de la Hacienda de San Nicolás Tolentino, en el cerro de la Estrella la Pirámide del Fuego Nuevo, el Ex-Convento de Culhuacán, el templo de San Lucas, Santuario Nacional de Nuestro Señor de la Cuevita (Iztapalapa de Cuitláhuac), la parroquia de San Lorenzo Mártir (Tezonco), y la parroquia de Santa Martha (Acatitla), el Monumento a Juárez, conocido como Cabeza de Juárez, la Capilla Messeger, edificada por el arquitecto, La Universidad Autónoma Metropolitana.
Todas estas tradiciones, monumentos históricos y lugares mágicos a través de la leyendas, historias, documentos oficiales nos muestran la riqueza cultural de esta demarcación. Pero nada de lo anterior seguiría vivo si no fuera por los habitantes y vecinos que han conservado y difundido la cultura iztapalapense.
Quién mejor para contar estas historias, pasadas y actuales, que los vecinos de esta delegación.

### Festividades en Iztapalapa

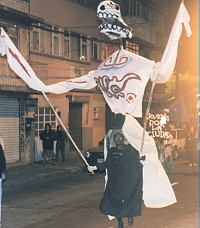
Procesión de Día de Muertos. Pueblo Aculco. 1999.

#### Semana Santa en Iztapalapa
Dentro de las fiestas que celebran los habitantes de Iztapalapa, las que llaman más la atención son las de la Semana Santa. Esta celebración se inició en agradecimiento a que terminó el cólera morbus que azotó y diezmó a la población en 1833. Desde el año de 1843, Iztapalapa celebra la Semana Santa por medio de representaciones realizadas con gente de su propia comunidad. Protagonistas que han mantenido su fe a lo largo de muchos años, la han convertido en una herencia cultural para el mundo.
Las fiestas de Semana Santa en Iztapalapa, han sido tan importantes que en 1867 Don Benito Juárez protegió la escenificación, poniendo orden en el gobierno civil como en el eclesiástico. De igual forma, también se recuerda el apoyo que le dio Don Emiliano Zapata en 1914, al prestar los caballos de su ejército, así como la ayuda económica para la realización de este acontecimiento.
Esta celebración comenzó a hacerse famosa atrayendo a cada vez más gente, durante los años 50 y 60, con el entubamiento del Canal de la Viga y la pavimentación de la calzada del mismo nombre. Esta escenificación ha evolucionado tanto, que se ha convertido en un evento relevante de la cultura popular, y único en el mundo por sus características y número de personas que asisten (se calcula en cerca de tres millones).
Requisitos para participar en la representación de Semana Santa.
- Portar su vestimenta de acuerdo a su papel correspondiente.
- Estar confesados antes del miércoles de ceniza.
- inscribirse, el primer fin de semana de enero, en la casa de los ensayos.
- ser mayor de edad.
- ser nativo de Iztapalapa.
- En caso de las mujeres, no estar casada y no vivir en amasiato (no vivir en unión libre).
- En caso de los hombres, estar casados por la iglesia y no vivir en amasiato.
- En el caso del papel de Jesús, ser nativo de alguno de los ocho pueblos, estar soltero, no vivir en amasiato y ser mayor de 25 años.

Requisitos para la participación como nazarenos.
- Estar confesados antes del miércoles de ceniza.
- Cumplir las vigilias.
- Edad no requerida.
- Anotarse en una lista, en la casa de los ensayos, esto solamente para recibir una insignia como participante anual (este requisito no es necesario).
- Hacer su propia cruz, que esta no tiene que pesar más que la que porta el que representa a Jesús.
- Estar al pendiente de los horarios para todas las actividades (publicados por la casa de los ensayos).
- Portar tu túnica.

Requisitos para la participación como las once mil vírgenes.
- Estar confesadas antes del miércoles de ceniza.
- Cumplir las vigilias.
- Edad no requerida.
- Anotarse en una lista, en la casa de los ensayos, esto solamente para recibir una insignia como participante anual (este requisito no es necesario).
- Estar al pendiente de los horarios para todas las actividades (publicados por la casa de los ensayos).
- Portar tu túnica y manto.

Desarrollo de la celebración
Domingo de Ramos: La fiesta inicia en este día con la Bendición de las Palmas en la Parroquia de San Lucas, y la Entrada Triunfal de Jesús de Nazaret a Jerusalén, en el Santuario del Señor de la Cuevita.
Jueves Santo
- Procesión por las principales calles emulando la Visita a las Siete Casas, pero en este caso es a los Ocho Barrios: San Lucas, San Ignacio, Santa Bárbara, San José, San Pedro, San Pablo, la Asunción y San Miguel.
- La Última Cena: El Salvador junto a los Doce Apóstoles toman su lugar en la mesa.
- Ceremonia del Lavatorio en el Jardín Cuitláhuac.
- La Oración en el Huerto de los Olivos y la Aprehensión, en el Cerro de la Estrella.

Viernes Santo día de la Tragedia Litúrgica
- El Juicio: Presentación del Nazareno ante Poncio Pilato.
- Los clarines anuncian que El Redentor ha sido condenado: Azotes y Coronación se escenifican en la explanada del Jardín Cuitláhuac.
- Inicio del Vía Crucis rumbo al Gólgota (Cerro de la Estrella): En este trayecto se representan las Tres Caídas, la primera en la calle de Ayuntamiento (calle de Cuauhtémoc) las otras dos en la calle de Hidalgo y Estrella, se escenifican los demás pasos al Calvario.

Cientos de Nazarenos que también llevan a cuestas su Cruz y Corona de Espinas; Centuriones, Soldados Romanos y Heraldos abren paso al Mecías acompañado por sus Discípulos, Vírgenes y Samaritanos; detrás los Clarines y una banda tocan la Marcha Dragona.
- Crucifixión con los villanos Dimas y Gestas, la presencia de Judas en la horca; a las tres de la tarde, da fin esta representación de la Pasión y muerte del Hijo del Hombre.

Todos los actores participantes, son rigurosamente seleccionados y deben reunir algunos requisitos como: capacidad histriónica, mímica, voz clara y potente, facilidad de palabra, apariencia según sea el personaje a interpretar, haber nacido en el pueblo, ser hijo de padres oriundos de Iztapalapa; no tener vicios y ser de la religión católica.
Para poder representar dignamente a Jesucristo, los candidatos deben tener los atributos físicos necesarios para resistir el trasladarse a través del gran escenario, no solo en recorridos junto a sus discípulos y vírgenes que lo acompañan para predicar su palabra, sino también el Viernes Santo cuando es condenado llevando a cuestas la Cruz de Madera que pesa aproximadamente 90 kilos (tal como lo estipulaba el código penal romano de aquella época) soportando además caídas y golpes de los soldados romanos.

#### Vía crucis
- El Vía crucis de Iztapalapa. Es una representación de la Pasión de Cristo. Se realiza desde 1843.[57] Cuando en el pueblo de Iztapalapa hay un brote de viruela en 1833, los habitantes prometen a Dios, que si extermina la enfermedad, ellos representarán la procesión de Jesucristo. Se trata quizá, de la más conocida de las festividades de Iztapalapa. Durante el periodo comprendido entre Domingo de Ramos y el Sábado de Gloria se reproducen los pasajes más significativos de cada día. En ella participan los nativos de los 8 barrios de Iztapalapa y, en el caso particular del personaje de Jesús, el elegido pasa por un largo periodo de preparación física y espiritual. A esta representación acuden alrededor de dos millones de feligreses.

A la procesión-representación la acompaña el grupo de nazarenos, que acuden a cargar la cruz en agradecimiento por los milagros recibidos del Señor de La Cuevita.
La Representación de la Pasión de Cristo en Iztapalapa fue reconocida por el jefe de Gobierno de Ciudad de México, Marcelo Ebrard Casaubón, como Patrimonio Cultural Intangible de la Ciudad de México el 3 de abril de 2012. Dicha declaratoria fue publicada en la Gaceta Oficial de la ciudad en la 169 representación y se prevé que sea una forma de buscar que la Representación en Iztapalapa sea declarada como Patrimonio Cultural de la Humanidad por la Organización de las Naciones Unidas. En el evento participaron además la Secretaría de Cultura del DF, Elena Cepeda; y la Jefa delegacional de Iztapalapa, Clara Brugada. La declaración de Patrimonio Cultural Intangible de la Ciudad de México, busca además que los habitantes de los barrios de Iztapalapa, las autoridades delegacionales y de la Ciudad de México promuevan y ayuden a la preservación de esta tradición para las posteriores generaciones.
- El Vía crucis de San Lorenzo, en San Lorenzo Tezonco también tiene lugar la representación de la Pasión de Cristo. Pero a diferencia de lo que ocurre en Iztapalapa, aquí el recinto eclesial tiene una importancia capital. La capilla del Pocito es convertida en la cárcel donde encierran al Cristo de la representación. La crucifixión se lleva a cabo en los pies del volcán Yohualiuhqui.
- El Vía crucis de Santiago Acahualtepec, este es uno de los eventos más importantes de la colonia en el año, pues participan muchas personas desde niños hasta ancianos. Realizan un recorrido largo, saliendo de la plaza ubicada frente a la iglesia de Santiago Apóstol, pasando Ermita Iztapalapa hasta llegar a la colonia Santa Martha Acatitla y de regreso hasta el eje 5 y 6 donde realizan la crucifixión.

#### Los carnavales
Varios de los pueblos originarios de Iztapalapa conservan la tradición del carnaval en los días anteriores al Miércoles de Ceniza. Los más importantes de los carnavales iztapalapenses son el de San Lorenzo Tezonco, Culhuacán el de Santa Cruz Meyehualco y el de Santa María Aztahuacan. En ellos, la gente se organiza por comparsas que toman por asalto las calles para bailar y desfilar con sus carros alegóricos. Generalmente, las autoridades tradicionales de estos pueblos tienen que ofrecer alimentos a los participantes de las comparsas.
- Carnaval de Santa María Aztahuacan. La palabra Carnaval significa “adiós a la carne”. Todo empieza con la presentación de las Reinas, en octubre o noviembre, se realizan bailes para la presentación de las mismas, ya para la fecha de la celebración se empieza con un recorrido el día domingo con la cuadrilla ya sea de charros o de chichinas, desde el día lunes salen a bailar por las calles del pueblo, y ya por la noche se reúnen en las cercanías a la casa del mayordomo, quien es el encargado de dar de comer tanto a los charros o chichinas, como a los músicos y socios que ayudaron a la mayordomía, anteriormente se mataba una res para alimentar a la gente, pero ahora por comodidad se puede dar mole, pollo, pozole o carnitas, lo que sea que este a la posibilidad del mayordomo. El siguiente sábado se hace otro recorrido por las calles, el domingo por la tarde, se hace la coronación en las plazas principales del pueblo como el reloj, La Plaza de San Pedro y La plaza Santa Cecilia, se realiza la coronación y se finaliza con bailes.
- Carnaval de Santa Cruz Meyehualco. En Meyehualco esta es una tradición fuerte, este carnaval es parte de la interculturalidad que existen en México y da como sustento una identidad de pueblo.

Esta festividad tiene una duración de 4 días iniciando el segundo viernes después del Miércoles de Ceniza, durante este tiempo se hacen recorridos por el pueblo y la fiesta, las calles están adornadas, hay feria de juegos mecánicos, música y venta de mucha comida, los comerciantes, que invaden este lugar, no se dan abasto al vender todo tipo de antojitos mexicanos y bebidas, también no falta la música que proviene de diferentes lugares, todo este colorido mosaico de ver y oír envuelve a cuanto visitante y transeúnte pasa por allí.
En esta organización participan diferentes comparsas y sociedades tanto de charros como de disfraces para la realización de dicho evento. Dichas comparsas y sociedades brindan en el día domingo el color y sazón del desfile, ya que este día se organiza el recorrido sobre la avenida Ermita que comienza a partir del mediodía y se extiende hasta la tarde ya entrando la noche, el cual consiste el desfile de las Reinas del Carnaval que nombra cada comparsa, ellas son llevadas en carros alegóricos de gran colorido alrededor van bailando su gente al compás de las bandas que también van en este recorrido; este desfile culmina en la plaza principal en donde se reúnen las nueve comparsas, coronan a sus reinas y premian los mejores disfraces y trajes de charro. Al final del día la gente se prepara para su baile terminando a altas horas de la madrugada. El día lunes continúa la fiesta en eventos menores, de allí parte una comitiva hacia Tepalcingo en Morelos para dar gracias por la realización de su festividad. Anteriormente salían el día lunes y llegaban a este poblado el día domingo de la siguiente semana a la fiesta de la región y agradecer por su festividad de Santa Cruz, allí comerciaban con tequesquite que es sal con pasto y era la comida de vacas, este producto se tenía en los lotes baldíos de Santa Cruz y ello les servía para hacer trueques por productos que traían de su regreso de Morelos.
En la alcaldía Iztapalapa se celebra en los Reyes Culhuacán, Santa Cruz Meyehualco, Santa María Aztahuacán, Santa Martha Acatitla, San Lorenzo Tezonco, San Sebastián Tecoloxtitlán, Santiago Acahualtepec y Santa María Tomatlán y en el centro histórico de la Delegación, donde se realiza el cierre de carnavales, reuniéndose las cuadrillas de los pueblos; además se realiza la ceremonia del "lunes del ahorcado" en el que se juzga al "palegande" por actos delictivos, su esposa también lo acusa de golpes y abandono, por lo que el juez lo manda a la horca, no sin antes cumplirle un último deseo, bailar un danzón de despedida.
Básicamente el carnaval consiste en cuadrillas de danzantes que van por las calles vestidos de charros con máscaras, de chinas poblanas, hombres vestidos de mujer, o disfraces diversos llamados chichinas. Los acompaña una orquesta o banda de música y se detienen a bailar frente a las casas donde saben que les darán una cooperación para pagar la música. Se coronan a las reinas que desfilan en carros alegóricos (cada comparsa elige su reina) y se organizan grandes bailes, aunque hay algunas variaciones que distinguen a cada pueblo.
Derrama económica
Cabe mencionar que esta tradicional representación de la Semana Santa es la principal actividad de desarrollo turístico delegacional que no solo permite la visita de turistas de otras alcaldías o Estados, sino también del extranjero y permite también la creación de un pequeño tianguis turístico de artículos de barro y cerámica (que llega una semana antes y se va una semana después de las festividades) así como la venta de comida específica de la festividad y una feria. Cabe mencionar que la alcaldía cierra la circulación de la avenida Ermita Iztapalapa y Rojo Gómez el día Viernes Santo; para poder llegar se debe de utilizar el Metro estación Iztapalapa o Cerro de la Estrella.

#### Fiestas patronales
Casi cada una de las colonias, pueblos y barrios que se levantan en su territorio tienen una fiesta patronal. Pero sin duda, hay algunas que destacan por su antigüedad, su complejidad y su colorido, como la del 3 de mayo en Santa Cruz Meyehualco; La del Señor del Calvario santo patrono de Culhuacán; la de San Lucas, patrono de Ixtapalapa; la del 12 de diciembre en San Lorenzo Tezonco y la del 25 de abril por San Marcos en Mexicaltzingo.

#### Día de Muertos
Uno de los escenarios más importantes de esta fecha en Iztapalapa es el pueblo de San Lorenzo Tezonco, donde toda la semana anterior al Día de Muertos se pone un tianguis de dimensiones considerables (desde la Plaza del Pueblo hasta la avenida de las Torres, por las calles de San Lorenzo y Candelabro), en donde se pueden conseguir todos los artículos necesarios para las ofrendas.
Además, en tanto que Iztapalapa posee dos de los panteones más grandes de la Ciudad de México (San Nicolás Tolentino y San Lorenzo Tezonco), se convierte en destino de miles de personas que acuden a las tumbas a recordar a los que se adelantaron; de hecho. en el de San Nicolás Tolentino, se acostumbra permanecer, por los habitantes de las colonias aledañas, hasta altas horas de la noche conmemorando a sus difuntos y llevando presentes a sus sepulcros.
Para los habitantes de Iztapalapa la muerte tiene un sentido singular: a veces aparece como una arraigada tradición que hinca sus profundas tradiciones en el pasado indígena; en otras ocasiones, parece un escenario donde se mueven y deslizan figuras del recuerdo, objetivos de ofrendas de la más diversa índole: dulces, pan, flores, alimentos y costumbristas. La tradición, de alguna manera es permanente, pero aparece con mayor vigor, como un sentimiento espontáneo, los días 1 y 2 de noviembre cada año.
Cabe destacar que es un día festivo, pero actualmente se acude a clases, ya que los maestros no lo toman como algo relacionado con una tradición obligatoria como el 5 de mayo u otra efeméride en particular, pero es una bonita tradición no solo en Iztapalapa si no en todo México y cada uno de sus localidades.

### Patrimonio material

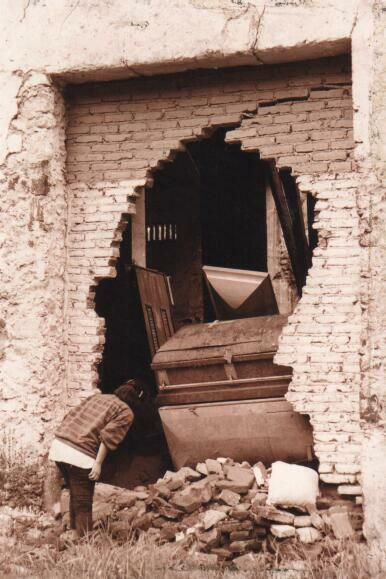
Antigua troje de la Hacienda de San Nicolás Tolentino, en el sur de Iztapalapa. Funcionó como crematorio del panteón de San Lorenzo hasta el año de 1994.

Por lo menos en dos sitios de la demarcación se han encontrado restos arqueológicos, legado cultural del pueblo de Iztapalapa. En el cerro de la Estrella se localiza un basamento piramidal prehispánico denominado Pirámide del Fuego Nuevo. Se supone que en este templo, se realizaba cada cincuenta y dos años la ceremonia de conclusión e inicio del xiuhmolpilli (náhuatl: xiúhuitl=año, molpilli=atado, es decir, atado de años). Los sacerdotes mexicas esperaban en este sitio a que Aldebarán pasara por el cenit, hecho que interpretaban como señal de continuidad para la vida en la Tierra. En las faldas del mismo cerro, en 2006 mientras se reparaba la cruz del vía crucis tradicional, se descubrió un nuevo basamento piramidal y se ha propuesto que este podría ser de la época teotihuacana (siglos II-VIII d. C.). En la ladera poniente, Culhuacan ha sido el sitio de descubrimiento de algunos vestigios artísticos de sus antiguos pobladores, mismos que se conservan en el Ex-Convento de Culhuacán. En la sierra de Santa Catarina, los pobladores de San Miguel Teotongo localizaron también indicios de ocupación precolombina cuando construían sus viviendas. Las piezas descubiertas en Teotongo son resguardadas por esa comunidad en un museo comunitario.
De la época colonial se conservan muy pocas construcciones. La más importante de ellas es el Ex-Convento de Culhuacán, al que se encuentran asociados los restos de lo que fue el primer molino de papel construido en América. En Iztapalapa de Cuitláhuac se localiza el templo de San Lucas Evangelista, patrono de esa población, que actualmente continúa en funciones. Este templo ha sido remodelado en varias ocasiones, lo que ha ocasionado que su fachada de basalto fuera recubierta de cemento en 1999. La mayor parte de los monumentos históricos de Iztapalapa datan del siglo XIX, y casi todos ellos pertenecen al orden religioso. Entre los templos más sobresalientes por su arquitectura se encuentran el Santuario Nacional de Nuestro Señor de la Cuevita (Iztapalapa de Cuitláhuac), la parroquia de San Lorenzo Mártir (Tezonco), la iglesia de San Marcos (Mexicaltzingo), y la parroquia de Santa Martha (Acatitla). De orden civil son ocho casas declaradas monumento histórico por el INAH, y el antiguo conjunto de la hacienda de San Nicolás Tolentino, en San Lorenzo Tezonco. Los edificios que componen este conjunto sirvieron como crematorio y oficinas para el Panteón Civil de la localidad, y hoy se encuentran a punto de colapsar debido al poco interés de las autoridades competentes en su conservación.
Del siglo XX sobresale el Monumento a Juárez, conocido como Cabeza de Juárez. Fue diseñado y construido por Luis Arenal. En el extremo oriente de Iztapalapa se localiza la Capilla Messeguer, edificada por el arquitecto y pintor de origen catalán Benito Messeguer —exiliado en México durante la guerra civil española, y más tarde naturalizado mexicano—, con el propósito de convertirla en el centro social de la Unidad Ermita Zaragoza. La Universidad Autónoma Metropolitana, por su parte, alberga varios murales y esculturas del artista de origen canadiense, Arnold Belkin, formado y arraigado en México.

### Museos

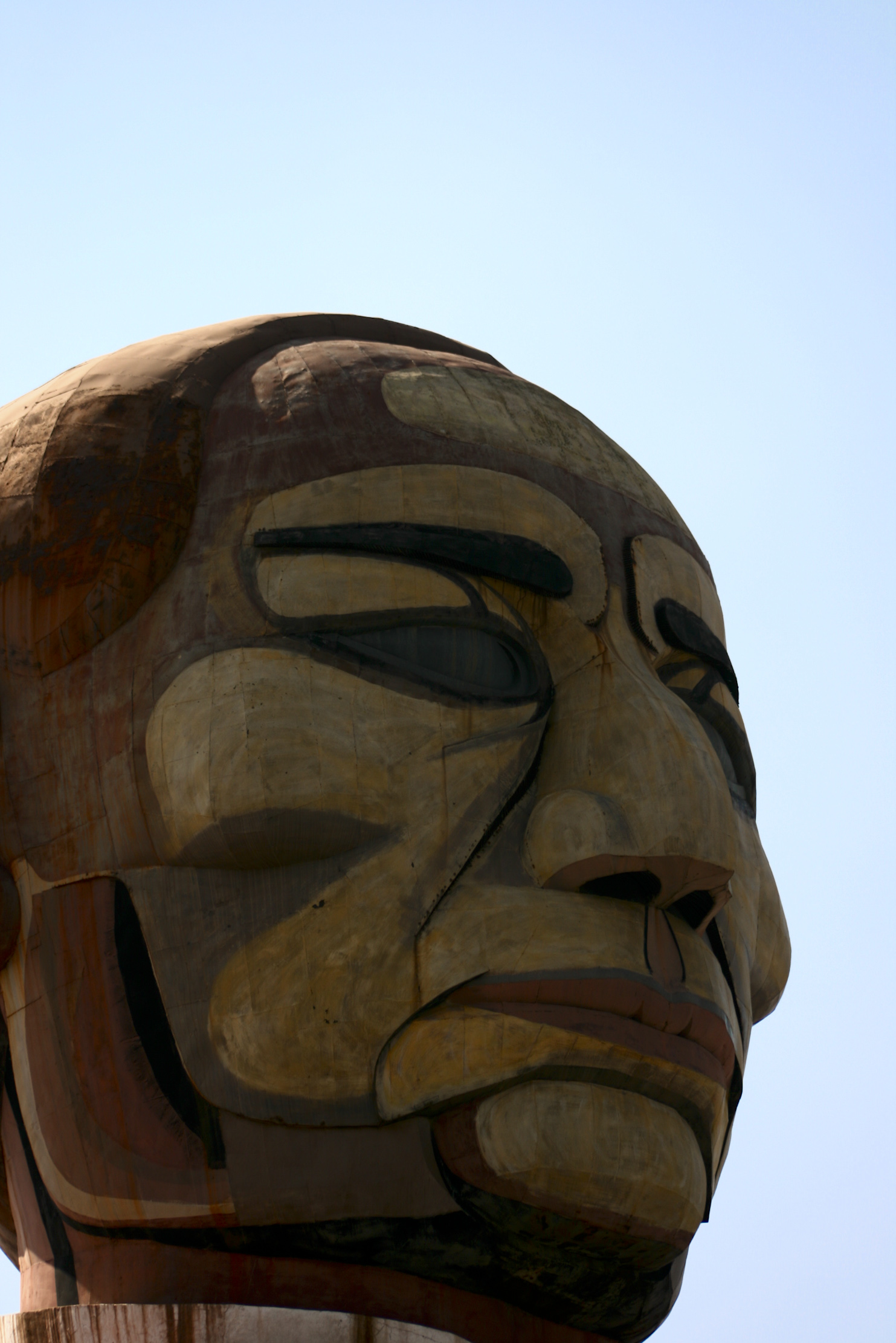
El Museo Cabeza de Juárez es uno de los museos más importantes y representativos de la alcaldía Iztapalapa.

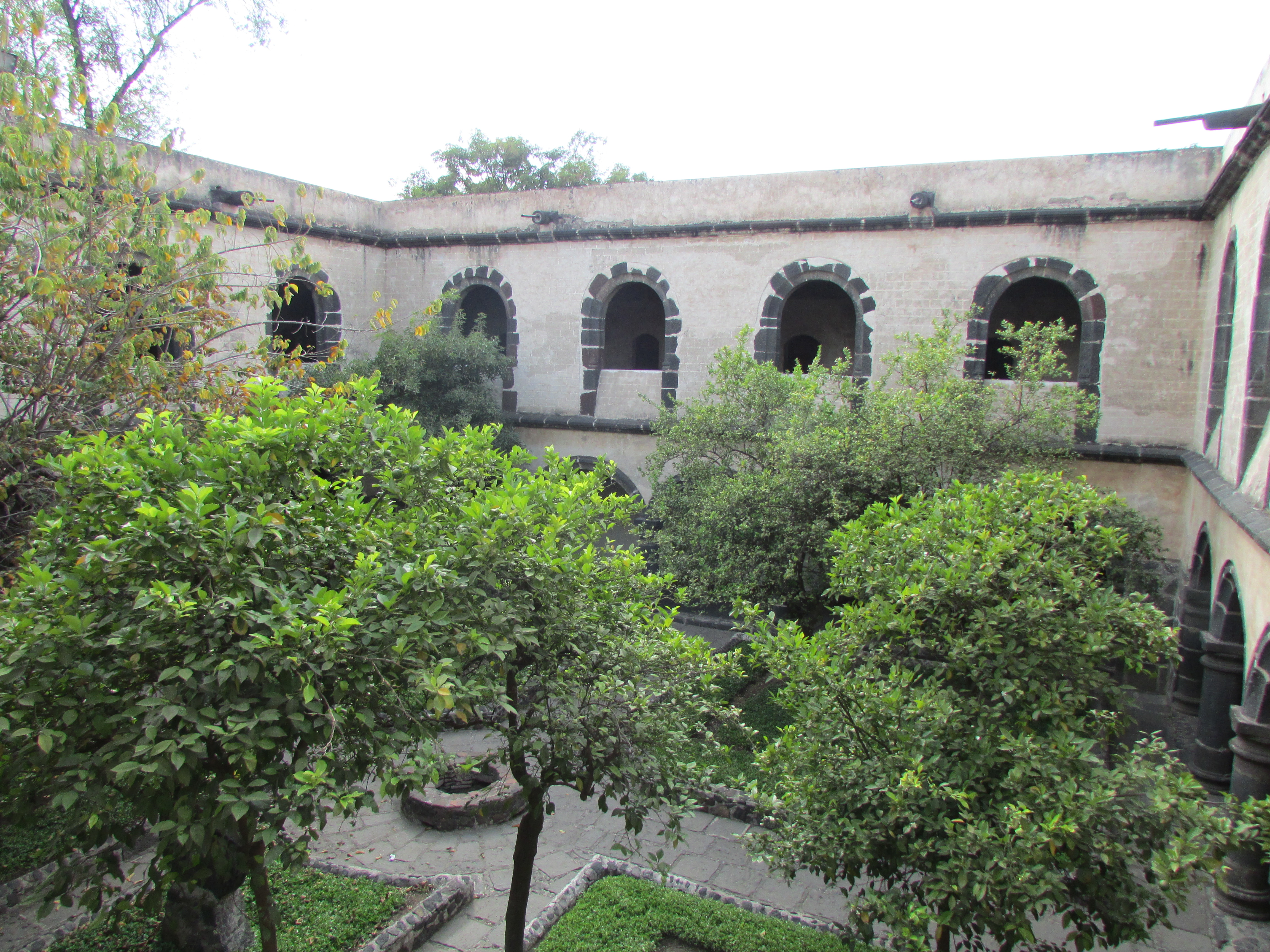
El Ex-convento de Culhuacán es uno de los edificios más antiguos de Iztapalapa y que actualmente funciona como un museo.

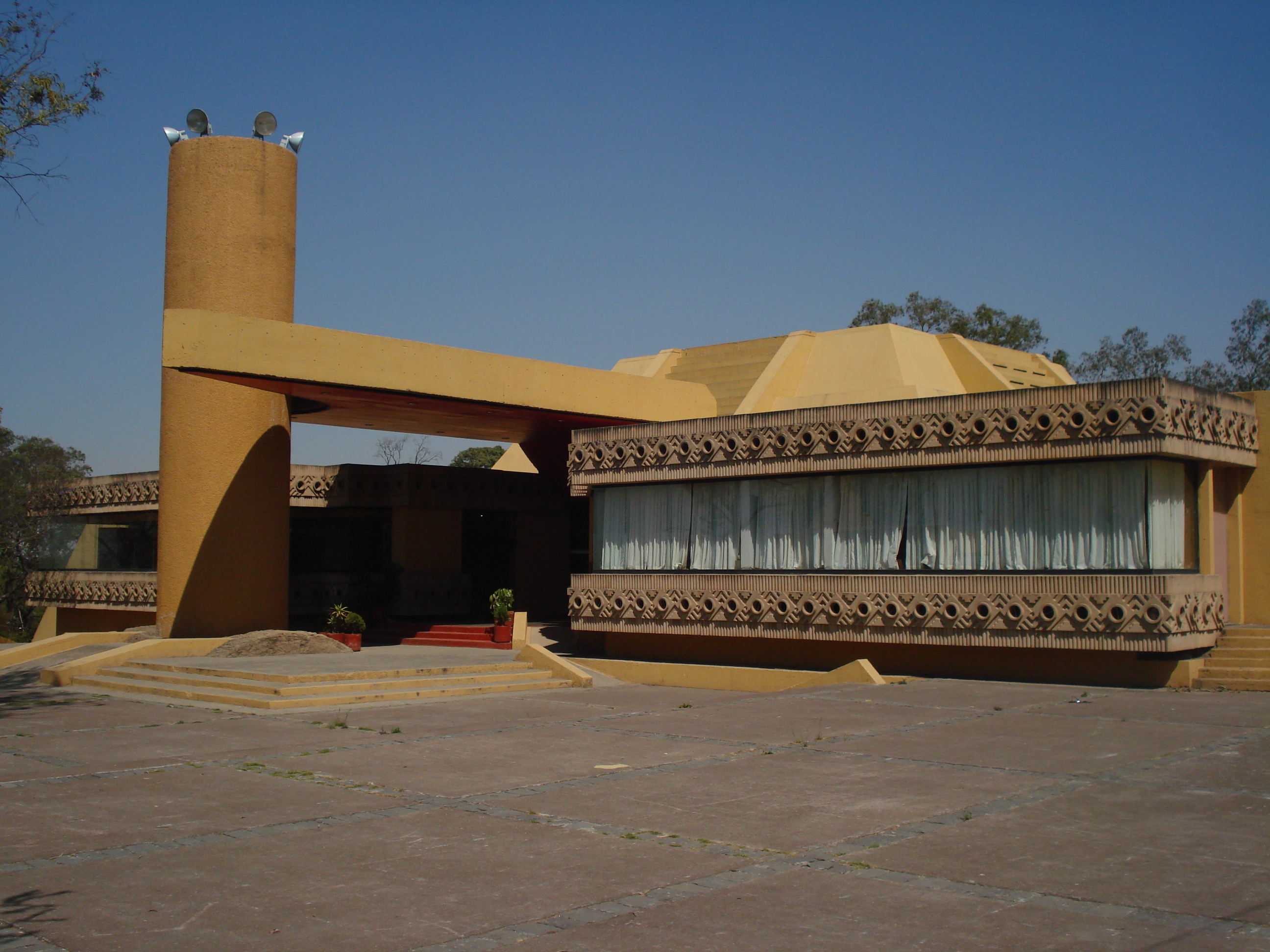
El Museo de Fuego Nuevo es uno de los museos arqueológicos más importantes de la alcaldía, debido a su cercanía en el recinto arqueológico del Cerro de la Estrella.

Entre los museos más importantes de la alcaldía se encuentran:
- Museo Cabeza de Juárez: Monumento en que la obra pictórica a cargo de Luis Arenal. Es una obra plástica integral en la que colaboraron arquitectos, ingenieros, escultores, pintores, obreros y técnicos en las diferentes áreas de la construcción. Cuenta con pinturas murales abstractas y una exposición permanente que incluye cronologías de 1806 a 1872, litografías y una colección de banderas de América.
- Centro Cultural Faro de Oriente (tiene un área de museo). El Faro de Oriente representa una propuesta alternativa de intervención cultural. Su objetivo es brindar una oferta seria de promoción cultural y formación en disciplinas artísticas y artesanales a una población marginada física, económica y simbólicamente de los circuitos culturales convencionales. Es la combinación de una escuela de artes y oficios con un espacio cultural de oferta artística importante y una plaza pública. Mediante estos elementos crea una nueva visión sobre el desarrollo cultural, en el cual el acceso a esta clase de actividades se convierte en un acto cotidiano. Cuenta con Galería, Biblioteca, Ludoteca y Librería; ofrece diversos talleres libres.

La política cultural del naciente Instituto de Cultura de la Ciudad de México, a cargo del poeta Alejandro Aura, se centró en combatir la inseguridad mediante la apropiación del espacio público a través de diversas actividades artísticas y culturales en plazas y calles, FARO (fábrica de artes y oficios) fue una de las formas concretas en que se materializó este plan de acción.
Así en el año 1998 se apropió del espacio ubicado sobre la calzada Ignacio Zaragoza, entre las estaciones del metro Peñón Viejo y Acatitla ; así mismo comienza su construcción, siendo un diseño del arquitecto Alberto Kalach y el cual evoca un barco de concreto puro.
El Faro de Oriente abre oficialmente sus puertas el día 24 de junio del año 2000 como fábrica de artes y oficios de oriente.
Actualmente ofrece talleres en:
- Artes escénicas: Danza contemporánea I y II, danza afro, teatro, bufón, escenografía y producción teatro, yoga y capoeira angola.
- Artes visuales: Foto digital, teoría del arte, pintura y animación.
- Música: Solfeo, guitarra acústica, guitarra eléctrica, batería, fundamentos musicales, bajó y ensamble musical.
- Comunicación: Fotografía básica, radio y periodismo comunitario, narrativa y poesía.
- Oficios: Cartonería y alebrijes, carpintería, papel hecho a mano, encuadernación, vitrales y diseño de prendas.
- Museo de Fuego Nuevo. En este museo se encuentra el mural "Iztapalapa ayer, hoy y siempre", Obra del maestro Francisco Cárdenas, pintor y escultor originario de Ciudad de México, reconocido a nivel nacional e internacional. En este mural de 4 paneles con la técnica de acrílico/masaroca/madera; se plasmó:
  - La procesión de los sacerdotes del Templo Mayor que se dirigen a la cima del Huizachtépetl. (Hoy Cerro de la Estrella) para llevar a cabo la Ceremonia del Fuego Nuevo, en la que sacrificaban a un cautivo en honor a los dioses para pedir un nuevo ciclo de vida de 52 años.
  - La figura de Cuitláhuac, tlatoani de Iztapalapa a la llegada de los españoles, ocupa el centro de un panel.
  - La conquista y el inicio de la evangelización con los misioneros, el Cristo del Santuario de la Cuevita.
  - Los ocho barrios del pueblo de Iztapalapa.
  - Dos recuadros recuerdan los hallazgos de un mamut en Santa Martha Acatitla y de antiguos restos humanos en Santa María Aztahuacán.
- Ex-convento de Culhuacán: El edificio conventual Agustino data de 1553, cuando se presume fue establecida dicha orden en esta zona de la ahora Ciudad de México. El inmueble cuenta con un museo de sitio, el cual alberga tres Salas Prehispánicas, donde se exhiben piezas encontradas en el lugar, así como una Sala Colonial, que también ha sido restaurada.
- Parque Histórico de Culhuacán: Este parque, construido con la participación comunitaria, protege los restos arquitectónicos del estanque y embarcadero colonial (siglo XVI) de Culhuacán. En el pasado constituyó uno de los sitios más importantes de reunión de la comunidad, papel que ha recobrado en la actualidad, ya que es la única área verde y recreativa de la comunidad.
- Museo de Hidrobiología: En este museo se exhiben en vitrinas, organismos disecados sobre la fauna de los principales tipos de sistemas acuáticos de México, éstos están agrupados en las siguientes colecciones: animales da agua dulce, animales de manglar, fauna de playas rocosas y arenosas y fauna arrecifal. Se incluye además una sección variable con material donado por diferentes personas e instituciones. Se realizan visitas guiadas (previa solicitud) y se proyectan en una sala anexa documentales de la vida animal y su preservación.
- Mural Ermita Benito Messaguer: Este mural se encuentra en la Unidad Habitacional Ermita Zaragoza; tiene una dimensión de 300 m² y se realizó en 1978, esta obra mural esta en el interior de una capilla que se domina desde la entrada; el artista pintó una multitud que avanza, combatiendo desde la parte más lejana hasta la más cercana. En el arco abovedado de la entrada están las figuras de Cristo y Zapata, que se unen en sacrificio con el afán de salvar al hombre.
- Museo de las Culturas: El 12 de abril de 2012 fue inaugurado. Tiene una superficie de 2450 metros cuadrados y consta de 5 pisos. Está ubicado en Ermita Iztapalapa N.º 100. Muestra las diferentes culturas que han habitado esta Delegación. Cuenta con fotos que muestran la representación de la Pasión de Cristo. Tiene vista panorámica del Cerro de la Estrella y de una sala de talleres con materiales didácticos que tiene la finalidad de que se participe constructivamente para resolver problemas de la localidad.
- Museo Comunitario San Miguel Teotongo: Inaugurado en 1994 este museo exhibe una colección de piezas prehispánicas encontradas durante diversas construcciones en la Colonia San Miguel Teotongo, cuenta con 30 vitrinas de cristal y tiene un patio para realizar eventos al aire libre, así como aulas para talleres y cursos.[58]

### Actividad deportiva
En la alcaldía Iztapalapa existen diversas instalaciones deportivas importantes, como el deportivo Santa Cruz, el deportivo Francisco I. Madero y varios más, donde la población iztapalapense aprovecha las actividades que se imparten en esos centros, además ocasionalmente en estos espacios se organizan diferentes actividades, como conciertos populares, circos, ferias, etc.
La alcaldía Iztapalapa cuenta además con la Escuela de Formación Deportiva Salvador Allende ubicada en calle Díaz Soto y Gama sin número esquina con Campaña del Ébano, la cual cuenta con piscina y campo de fútbol la cual fue inaugurada el 15 de febrero de 2011 se ubica dentro de la Unidad Habitacional Vicente Guerrero, con el propósito de capacitar a deportistas de alto rendimiento, fomentando y apoyando un nuevo estilo de vida en la delegación Iztapalapa. Cabe mencionar que la escuela tiene un cupo para dar formación a más de 12 000 personas, de igual manera se cuenta con instructores altamente capacitados en su área de trabajo y con mucha experiencia en la instrucción.

### El parque ecológico Cuitláhuac
También conocido como "Tiradero de Santa Cruz Meyehualco" (El 15 de noviembre de 1982 inició la clausura definitiva del tiradero, la cual se concluyó en junio de 1986). Se encuentra ubicado en eje 6 Sur S/N Col. Renovación Av. Guelatao, Iztapalapa, Distrito Federal C. P. 09209, en uno de los parques más grandes de América. Se inaugurado oficialmente como Parque ecológico Cuitláhuac el 5 de enero de 2003, mide 145 hectáreas, 60 de recreación en la parte norte con 8 módulos de convivencia familiar, 3 almacenes para jardinería, 8 módulos de palapas con 6 cabañas cada una para realizar eventos sociales, 9 zonas de juegos infantiles y acondicionamiento físico, 3 núcleos sanitarios, estacionamiento, 3 accesos controlados para peatones y uno para vehículos; la zona deportiva, al sur, tiene 30 canchas de fútbol de tierra, 13 de fútbol empastadas, 4 de básquetbol, 2 de voleibol, 1 cancha y 1 estadio de béisbol, 6 módulos de sanitarios c/locales comerciales, 1 cuarto de bombas para riego, casetas de vigilancia, 1 salón de usos múltiples, 2 aulas prefabricadas, 2 bodegas, área de juegos infantiles, pista para trotadores, gimnasio al aire libre y escuelita vial. Cuenta con estacionamiento y 5 accesos controlados para peatones y uno para vehículos.

## Gastronomía y artesanía de Iztapalapa
Algunos ejemplos de la gastronomía en Iztapalapa es sobre todo la preparada en vigilia, como: tortas de huauzontle, camarón seco, romeritos con nopales en mole rojo, pescado seco sazonado con caldillo de jitomate y aceitunas, pipián de charales o con nopalitos en chile verde y los panes de marranito. También en el mes de septiembre se realiza la Feria de la Enchilada en la explanada del Jardín Cuitláhuac donde hay una gran variedad de enchiladas, las tradicionales, potosinas, de cochinita pibil, en nogada; etc. Hay hasta trescientas variedades. Ganó el récord Guinness por la enchilada más grande del mundo el 17 de octubre de 2010.
En cuanto a las artesanías, hay talleres en Iztapalapa que promueven la elaboración de máscaras y alebrijes de cartón.
Cabe mencionar que el pulque tiene una importancia relevante, ya que Iztapalapa concentra el mayor número de pulquerías en toda Ciudad de México, entre las que destacan: La Gloria, Las Delicias de Xóchitl, El Danzón, La Gran Leona, La Hija del Triunfo, El Nuevo Triunfo, Los Zorros, El Jarabe Mexicano y El Tecolote. De acuerdo con el especialista e historiador Ulises Ortega, en poblados como Santa Cruz Meyehualco, la relación entre esta bebida y la identidad de la comunidad es inseparable, ya que se presenta en los entornos religiosos, simbólicos y culturales.

## Infraestructura y equipamiento

### Vialidad

Mapa de vialidades y equipamiento urbano de la alcaldía Iztapalapa.

Debido a que la mayor parte de su territorio fue ocupado por colonias populares que carecieron de planificación urbana, Iztapalapa enfrenta graves problemas de vialidad, en especial en la zona de la sierra de Santa Catarina y San Lorenzo. Solo el poniente de la demarcación, cuya urbanización es más temprana que en el centro y el oriente, posee una red vial primaria más o menos importante. Esta está constituida por el Circuito Interior de Ciudad de México, y varios ejes viales que cuadriculan la zona. La presencia del cerro de la Estrella en la mitad de la demarcación ocasiona que una amplia zona entre Culhuacán, Iztapalapa y San Lorenzo Tezonco quede incomunicada entre sí. Desde el Barrio de Santa Bárbara, en Iztapalapa de Cuitláhuac, la antigua calzada México-Tulyehualco rodea el cerro y comunica a Iztapalapa con su vecino del sur, la alcaldía Tláhuac.
De poniente a oriente, la alcaldía es cruzada por la calzada Ermita-Iztapalapa (Eje 8 Sur), y los ejes 6 y 5 Sur, que desembocan en la Autopista México-Puebla. Esta autopista y su prolongación hacia el noroeste (la calzada Ignacio Zaragoza) sirven como vía de entrada para los pobladores del oriente del valle de México hacia el centro. Por ello, ambas vías rápidas se encuentran constantemente saturadas, a pesar de las obras viales realizadas en la primera mitad de la década de los noventa.
Al sureste, la presencia de la sierra impide el paso de las vialidades hacia el norte de Tláhuac. Al mismo tiempo, por encontrarse ocupada por colonias de reciente formación y escasa planificación urbana, se trata de una zona con una complicada red de calles que finalmente desembocan en la calzada Ermita-Iztapalapa.
La colonia Campestre Potrero es un ejemplo une la autopista México-Puebla con el Eje 10 Santa Catarina por medio de la avenida Apolocalco, a pesar de que la colonia no es de reciente creación, este camino es desconocido en general.

### Transporte

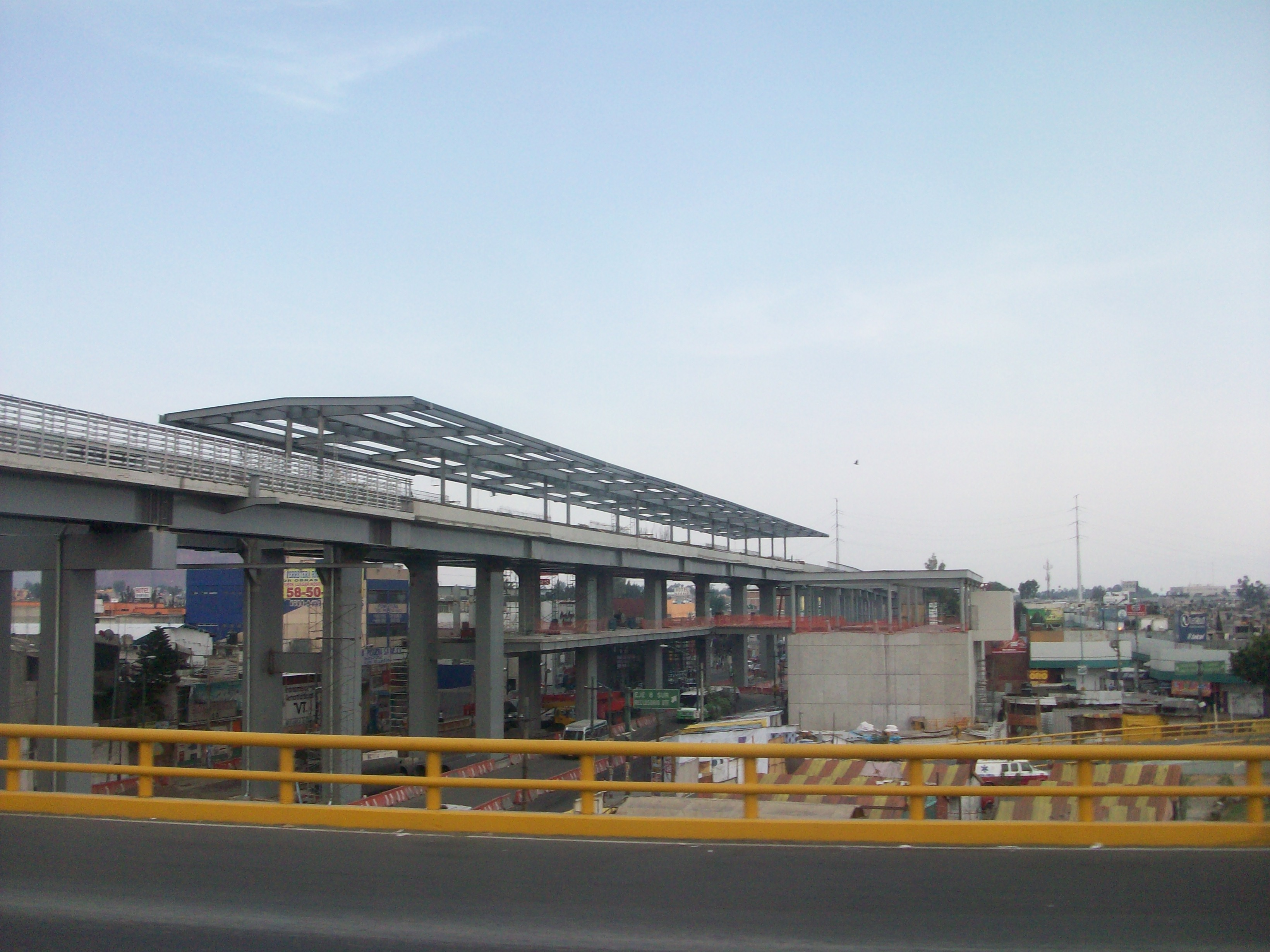
Estación Periférico Oriente de la Línea 12 durante su construcción.

Hasta 1993, las líneas de autobuses de la empresa paraestatal Ruta 100 (actualmente Red de Transporte de Pasajeros del Distrito Federal —RTP—) y varias rutas de microbuses y peseros (este término designa a las camionetas tipo Combi que prestaban servicio como colectivos en Ciudad de México constituían la base del transporte urbano en Iztapalapa. A ellos se sumaban cuatro líneas de trolebuses, operados por el paraestatal sistema de transportes eléctricos y los numerosos taxis que circulan por todo el territorio iztapalapense. Tanto la Ruta 100 (ahora RTP) como el resto de los transportes públicos tenían (y siguen teniendo) como punto de articulación las estaciones del Sistema de Transporte Colectivo (Metro).
El 12 de agosto de 1991 se inauguró la primera línea de metro que prestó servicio en Iztapalapa. Es la Línea A, que cuenta con diez estaciones en total, de las cuales cinco se localizan en territorio iztapalapense (Tepalcates, Guelatao, Peñón Viejo, Acatitla y Santa Martha). La línea A del metro tiene la característica de ser la primera en Ciudad de México de carácter férreo. Corre de Pantitlán (en la delegación Iztacalco), a La Paz (en el municipio del mismo nombre) en el Estado de México. A la línea A se sumó en 1994 la Línea 8, que cubre un recorrido total de 19,8 km con diecinueve estaciones. De ellas, ocho pertenecen a Iztapalapa (Apatlaco, Aculco, Escuadrón 201, Atlalilco, Iztapalapa, Cerro de la Estrella, UAM-I y Constitución de 1917).
En el 2008 se inauguró la línea 2 del Metrobús (Tacubaya-Tepalcates). Con la implementación de esta ruta se pretende reducir el impacto contaminante, tiempos de recorrido y hasta cambiar el entorno inseguro del oriente de la Ciudad. La Línea cuenta con cuatro rutas: de Tepalcates hasta Tacubaya, de Tepalcates a Etiopía, de Tepalcates a Nápoles y de Tepalcates al Polifórum.
A partir de octubre de 2012, La Línea 12 inicia sus operaciones formalmente desde Mixcoac (alcaldías Benito Juárez y Álvaro Obregón) hasta Tláhuac (demarcación homónima), siendo la segunda línea de rodadura férrea en la ciudad, de las cuales 8 estaciones pasan por esta demarcación (Mexicaltzingo, Atlalilco, Culhuacán, San Andrés Tomatlán, Lomas Estrella, Calle 11, Periférico Oriente, Tezonco y Olivos). Año y medio después, en marzo de 2014 se informa del cierre en más de la mitad de la llamada "línea dorada", prestando sus servicios de la estación Atlalico a Mixcoac. El cierre de dicha línea se debe a la incompatibilidad de las vías con los trenes y se espera la reapertura total de la línea para noviembre de 2015 (E. Gutiérrez 2015). Asociados a algunas estaciones del metro fueron construidos algunos paraderos (sitios terminales de las rutas de autobuses y microbuses urbanos) como: Santa Martha y Tepalcates, de la línea A; así como Constitución de 1917, Iztapalapa, Escuadrón 201 de la línea 8 y Periférico Oriente de la Línea 12. En el 2008 se inauguró la línea 2 del Metrobús (Tacubaya-Tepalcates), Con la implementación de esta ruta se pretende reducir el impacto contaminante, tiempos de recorrido y hasta cambiar el entorno inseguro del oriente de la Ciudad. La Línea cuenta con Cuatro rutas: de Tepalcates hasta Tacubaya, de Tepalcates a Etiopía, de Tepalcates a Nápoles y de Tepalcates al Polifórum.
A partir del 16 de agosto en Iztapalapa se abrirá un sistema de transporte que dará servicio a los usuarios conectando los principales sectores comerciales, estos tendrán 2 circuitos que contarán con 29 estaciones al interior y 3 al exterior con conexión a las estaciones Apatlaco y Aculco del sistema de transporte Colectivo (STU) Metro y El Rodeo de la 2 del Metrobús.
Esto genera un beneficio para comerciantes y trabajadores del lugar debido a que Iztapalapa pertenece a la zona metropolitana de Valle de México, el transporte foráneo se realiza por las cuatro centrales de autobuses y el único aeropuerto que posee la Ciudad de México ninguna de estas instalaciones se encuentra en el territorio de la demarcación.
En septiembre de 2020 inició operaciones la ampliación de la línea 5 del Metrobús en su tramo San Lázaro-Las Bombas conectando Iztapalapa con 11 estaciones sobre el eje 3 oriente desde Canal de Apatlaco hasta Calzada Taxqueña, complementando la ruta de la línea 8 del metro, con quien comparte esta en la demarcación desde la estación Apatlaco hasta la estación Escuadrón 201.
Reinicio de operaciones
El 27 de octubre de 2015, el director del Sistema de Transporte Colectivo Metro, Jorge Gaviño Ambriz confirma el reinicio de operaciones en las estaciones Periférico Oriente, Calle 11, Lomas Estrella, San Andrés Tomatlán y Culhuacán a partir del día siguiente, 28 de octubre a las 11:00 GMT -6 (17:00 GMT) y en el horario habitual de servicio del metro desde el 29 de octubre. En tanto, la estación Periférico Oriente fungiría como terminal provisional hasta que concluyeran los trabajos en el tramo restante, de la estación Tezonco a la terminal Tláhuac, mientras el servicio gratuito con camiones RTP ahora sería ofrecido desde Periférico Oriente hasta Tláhuac.
El 29 de noviembre de 2015 a las 10:00 GMT -6 (16:00 GMT) el Jefe de Gobierno del Distrito Federal, Miguel Ángel Mancera encabeza la reanudación del servicio en el tramo restante, desde la estación Tezonco a la terminal Tláhuac, con lo cual reinicia el servicio en la totalidad de la línea en el horario habitual de servicio del metro a partir del 30 de noviembre de 2015 y se retira por completo el transporte de apoyo con camiones de RTP.
Las siguientes estaciones del Metro de la Ciudad de México cruzan la demarcación. 
| Estación             | Línea |
| -------------------- | ----- |
| Constitución de 1917 |       |
| UAM-I                |       |
| Cerro de la Estrella |       |
| Iztapalapa           |       |
| Atlalilco            |       |
| Escuadrón 201        |       |
| Aculco               |       |
| Apatlaco             |       |
| Tezonco              |       |
| Periférico Oriente   |       |
| Calle 11             |       |
| Lomas Estrella       |       |
| San Andrés Tomatlán  |       |
| Culhuacán            |       |
| Mexicaltzingo        |       |
| Santa Marta          |       |
| Acatitla             |       |
| Peñón Viejo          |       |
| Guelatao             |       |
| Tepalcates           |       |

### Economía
De la población ocupada y dividida en los 3 sectores de actividades (terciario, secundario y primario), el último Censo de Población y Vivienda 2010 del INEGI, reporta en ceros al Sector Primario, quedando el Secundario y el Terciario, como los que se operan en la demarcación.
Personal Ocupado en Actividades Económicas, según el censo
De los 40 municipios y delegaciones que destacaron a nivel nacional, con más de 100 000 personas ocupadas en el levantamiento de los censos económicos de 2009, para el año 2003 el personal ocupado ascendía a la cantidad de 266 179, de éstos el 62,4 % correspondía a hombres y el 37,6 % a mujeres.
Cinco años después, se incrementó al total general, un 9,6 % de personas ocupadas, donde el 62,6 % son hombres y el 37,4 % son mujeres.
Con respecto al año 2008, porcentualmente hay un aumento de 2 décimas para hombres ocupados y un decremento de la misma cifra en las mujeres.

### Servicios a la comunidad
- Apoyo logístico.

- Arreglo de áreas verdes.

- Asesoría jurídica gratuita.

- Atención a falta de agua potable.

- Bacheo de carpeta asfáltica.

- Balizamientos.

- Construcción y/o reparación de banquetas y guarniciones en vías secundarias.

- Desazolve de drenaje.

- Mantenimiento al alumbrado de parques y jardines.

- Módulo de Atención a la Mujer (MODAM).
- Permiso para comercio en vía pública.

- Poda de árbol en vía pública secundaria.

- Recolección en vía pública: ramas, troncos, desecho de poda.

- Reparación y mantenimiento de alumbrado público.

- Reparaciones de fugas de agua potable.

- Retiro de cascajo producto de Obra Pública.

- Salones de usos múltiples o centros comunitarios.

- Suministro de agua en carros-tanque o pipas.

- Tala de árbol.

- Tapa de coladera pluvial.

- Control canino (antirrabico).

### Servicios culturales
La jefatura delegacional cuenta con 46 bibliotecas pequeñas repartidas en toda la delegación, las cuales ofrecen lectura en voz alta, tertulias literarias y otras actividades culturales vinculadas con los libros. La mayor de ellas es la biblioteca Alonso de Axayácatl, ubicada en la colonia Vicente Guerrero. Además de los acervos de las escuelas superiores públicas, que están abiertas a todo el público.
La oferta cultural en Iztapalapa es reducida. Cuenta con un auditorio, y varios centros culturales, aunque de ellos, solo La Fábrica de Artes y Oficios de Oriente (El FARO de Oriente) ubicado cerca del metro Acatitla de la línea "A" del metro, y a un costado de la Unidad Solidaridad, tiene alguna significación en el Distrito Federal. El FARO forma artistas y artesanos de la pintura, la música y las artes populares. Su clientela está constituida especialmente por jóvenes, por lo que se orienta más bien hacia las alternativas no comerciales de la actividad cultural. Ha servido lo mismo para exposiciones de fotografía, pintura y escultura, que como escenario para conciertos (o tocadas) de rock en lenguas indígenas. Por su parte, la UAM y la UACM también poseen establecimientos de difusión cultural y formación artística. La primera opera la Casa de Las Bombas, localizada en las viejas instalaciones de una bomba de agua de los años treinta; y la segunda convirtió una sección de la antigua Cárcel de Mujeres de Santa Martha en la Casa Libertad.
Para actividades de esparcimiento y cultura se crearon parques temáticos de los derechos de los niños y las niñas llamados "Patoli". Son espacios donde los niños que lo visitan, aprenden los derechos y valores de la democracia, que se pueden leer en atractivas señalizaciones. Además, entre juegos se van formando las actitudes, reafirmando sus principios y la importancia de respetar y compartir con sus compañeros. Actualmente en la alcaldía Iztapalapa existen cuatro: en Periférico Oriente, El Salado, Canal Nacional y Teotongo.
Cuenta con una conmemoración anual que es la Representación de Cristo, promovida por los mismos vecinos. Es posible apreciar a estos últimos desempeñando algún papel dentro de la misma. Este evento es importante para la delegación, ya que cuenta con más de 1 500 000 visitantes que representan un derrame económico significativo. Esta representación es el resultado de una promesa que hizo el pueblo de Iztapalapa; cuando los entonces habitantes atravesaban por una epidemia de cólera prometieron realizar cada año esta conmemoración si dicha enfermedad terminaba. Hasta nuestros días, dicha promesa se ha cumplido cabalmente.

### Servicios deportivos
Iztapalapa se ha preocupado por promover la cultura del deporte, para ello se cuentan con 14 centros deportivos, como los de Santa Cruz Meyehualco, Ejidal 10 y Deportivo México, entre otros. También cuenta con más de 25 canchas de fútbol distribuidas en diferentes puntos y recientemente se inauguraron 100 nuevos gimnasios al aire libre. De esta manera, los habitantes de Iztapalapa podrán disfrutar de espacios públicos deportivos para jugar y además, aprovechar las actividades gratuitas que se ofrecen en estos lugares, como son: ejercicios aeróbicos, torneos de fútbol y zumba.
Para todos aquellos amantes de los deportes acuáticos, en Iztapalapa se tiene la Escuela de Formación deportiva “Salvador Allende”, en donde se imparten clases de natación, clavados y nado sincronizado, en una conservada y limpia alberca olímpica.

### Servicios de salud
El gobierno de Iztapalapa opera 16 pequeñas clínicas que se conocen con el nombre de Consultorios periféricos, los cuales tienen por objeto atender la crónica carencia de estos servicios en el territorio. La mayor parte de ellos se encuentran en las zonas más marginadas (Santa Catarina, San Lorenzo Tezonco y Santa Cruz-Quetzalcóatl). Estos consultorios periféricos dan servicios elementales de atención a la salud de materno-infantil, consulta odontológica, y enfermedades agudas. El Instituto Mexicano del Seguro Social (IMSS) y el Instituto de Seguridad y Servicios Sociales para los Trabajadores al Servicio del Estado (ISSSTE) prestan sus servicios de medicina familiar y hospitalización, cada una en cuatro clínicas. Además, en el año 2005, el Gobierno del Distrito Federal construyó el Hospital de Especialidades de la Ciudad de México en Tezonco, con el fin de dar servicios médicos de alta especialización a la población del oriente del Distrito Federal.
Dentro de los servicios de salud de Iztapalapa, aparte de los Hospitales del ISSSTE e IMSS, también se tienen los Hospitales que pertenecen al Gobierno del Distrito Federal y que son: El Hospital General de Iztapalapa, ubicado en A. Ermita Iztapalapa N.º 3018, Col. Citlali, C. P. 09660 y tel 5429 3210 y El Hospital Pediátrico de Iztapalapa ubicado en Avenida Ermita Iztapalapa N.º 780 Col. Granjas San Antonio.
Sin embargo, la demanda de servicios médicos no está aún totalmente cubierta en la Delegación.
La Delegación dispone del 13,6 % de los recursos humanos que hay en todas las unidades médicas de la Ciudad, lo que en números absolutos significa que 2974 personas de las casi 22 000 que conforman el personal en este rubro atiende a los habitantes de esta demarcación.
Con relación a los recursos materiales, la Delegación Iztapalapa registra el 16,7 % de las camas censables, al contar con 386 de las 2306 que hay en la Ciudad. En otros rubros referentes a los recursos materiales, la Delegación tiene una mayor o menor participación.
Se cuenta con Centros de Salud para cada comunidad y tiene servicios como campañas de vacunación gratuitas, servicios de métodos anticonceptivos, consultas y los ciudadanos pueden registrarse en el Seguro Popular, un seguro de vida gratuito que hace que las consultas, de por sí económicas, de vuelvan gratuitas, las medicinas y otros servicios se vuelven más accesibles para los contribuyentes.
Los servicios de salud pública del distrito federal en coordinación con la jurisdicción sanitaria IX Iztapalapa; realizan actividades de salud realizando detecciones a todo la comunidad de riesgo o bien que no pueden acudir a una unidad de salud, en las cuales podemos observar la toma de glucosa, prueba rápida de antígeno prostático, mastografía, pruebas de cáncer cérvico-uterino y consulta general, consulta odontológica y vacunas. Con el fin de poder llevar a todos el derecho a la salud.
La jurisdicción sanitaria de Iztapalapa en comparación con las demás jurisdicciones ha sido por mucho de las mejores y con un alto número de servicios dotados a los ciudadanos de esta delegación, cabe mencionar que brinda uno de los mejores servicios ante la población más vulnerable. Muestra de esto fue el programa masivo “médico a tu casa” donde participaron médicos, odontólogos enfermeras y trabajadoras sociales altamente capacitados para brindar consultas sin ningún costo a adultos mayores, personas con discapacidad y a las mujeres embarazadas, con el fin de garantizar y poder llevar el derecho a la salud a esta población que más lo necesita.
El 26 de noviembre de 2011 es inaugurado el Centro de Rehabilitaciòn Infantil Teletón ubicado en Bilbao N.º 528, esquina Canal de Garay o Periférico Oriente, Colonia Bellavista (San Juan Estrella), Casa Blanca, Iztapalapa, Distrito Federal, C.P. 09860. con capacidad para aproximadamente 1000 niños con capacidades diferentes.

### El problema del abasto de agua
Iztapalapa es la delegación más oriental de la Ciudad de México. Ello complica la dotación de agua potable para la zona. En Iztapalapa existen varios pozos de extracción de agua de los acuíferos subterráneos. Ellos se encuentran alrededor de la sierra de Santa Catarina. Sin embargo, no son suficientes para satisfacer la demanda de agua. Por ello, una porción del agua que se obtiene del Sistema Cutzamala (que lleva agua de la cuenca del río Balsas al valle de México) se destina a Iztapalapa; aunque tampoco basta para resolver la cuestión. En la estación seca, la escasez de agua se acentúa, sobre todo en las partes altas de San Lorenzo Tezonco, Santa Cruz-Quetzalcoatl y Santa Catarina.
Cabe mencionar que datos de la comisión nacional del agua indica que 4870 litros por segundo son dotados a esta demarcación un volumen superior a lo recomendado por la ONU para cada habitante, sin embargo, se calcula que entre un 40 y 50 por ciento se pierde en filtraciones por falta de infraestructura y fugas en domicilios. La falta de agua en la Ciudad de México es grave, en el caso de la alcaldía Iztapalapa es alarmante. De acuerdo con las autoridades locales y federales se pierde más del 35 por ciento del líquido en fugas y tomas clandestinas, a ello habría que agregarle que en su último informe de labores el sistema de aguas de Ciudad de México (SACM) estimó que tan solo en el 2011, el problema generó pérdidas por más de 460 millones de pesos.
En 2010, inspirado en la temática de la escasez del agua en el imaginario popular, el cineasta Alejandro Gerber Bicecci rodó la película Vaho, donde se entretejen diversas historias sobre la marginación, la adolescencia y la violencia urbana, algunas de las locaciones de la película son sitios emblemáticos en el paisaje urbano de Iztapalapa, entre las que se puede señalar: El tianguis de las Torres, el paradero de Metro Constitución de 1917, la Unidad Habitacional Vicente Guerrero, El Peñón del Marqués, la escuela Primaria Braulio Rodríguez y la Central de Carga de Oriente, por mencionar algunos.

### El comercio
Entre los lugares de comercio y abasto más importantes, se encuentran los tianguis, que son el sector más amplio por unidad, enseguida los mercados públicos, mercados sobre ruedas y por último la central de abasto; considerada como el punto de encuentro entre productores, mayoristas, minoristas y consumidores de todo el país, es un lugar al que acuden más de 250 000 personas diariamente para satisfacer los requerimientos de más de 20 millones de habitantes de la Zona Metropolitana. La diversidad de frutas, verduras, flores, hortalizas, abarrotes y carnes frías hacen de la Central de Abasto, que se extiende a 328 hectáreas, el más importante centro de comercialización. También se cuenta con el Mercado de pescados y mariscos La Nueva Viga: Cuenta con 202 bodegas de mayoreo y 165 locales de tianguis. La Nueva Viga comercializa cerca del 60 % de producción nacional de pescado con escama y un 60 % de moluscos y crustáceos, así como otras especies de procedencia extranjera. La Nueva Viga es después del de Tokio, el mercado de pescados y mariscos más grande del mundo. Empezó a operar en febrero de 1993.

### El comercio informal
Este tipo de comercio ha desvanecido en parte la imagen de la demarcación, ya que se establece en cualquier parte, donde se tenga oportunidad, ha creado un problema en seguridad pública y de contaminación. En cuestión de contaminación, producen grandes cantidades de basura, los cuales no se hacen responsables por darle su ubicación correspondiente, generando así, un problema muy grande de contaminación y de mal aspecto para la delegación.
El tianguis El Salado a un lado del metro Acatitla, en Iztapalapa es uno de los principales puntos de contaminación producido por el comercio informal, nadie se hace responsable de las toneladas de basura que son producidas por este tianguis, muchos de los vecinos que viven en donde se instala este tianguis, muchas de las ocasiones realizan la limpieza de la calle, muchos de los vecinos de esta zona han tratado de que las autoridades hagan algo al respecto, pero las autoridades no han hecho lo necesario para controlar la contaminación que produce este tianguis.
A pesar de los problemas ecológicos de este tipo de comercio es para muchas personas una fuente para el ingreso familiar sin la cual se verían en grandes dificultades.
Los artículos que se encuentran en el tianguis son variados, estos pueden ser nuevos o usados, algunas veces lo que es considerado como basura aquí se encuentra en venta, aunque es complicado salir o entrar a las unidades cercanas, es una fuente económica importante.
Otro ejemplo es el tianguis de las torres de los sábados y domingos ubicado sobre la Avenida Las Torres.
El tianguis de Las Torres es de los más grandes en la ciudad y en él se puede encontrar de todo: herramientas, juguetes, comida, películas, refacciones, etcétera. Una de las características de la delegación es la innumerable cantidad de tianguis y mercados sobre ruedas que hay. Según cifras del INEGI, más del 40 % de la población de Iztapalapa es económicamente activa y de esa cifra el 21 % se dedica al trabajo informal. Sin embargo, los tianguis no solo representan una fuente de ingreso y de consumo, representan una fuerte identidad vecinal y habitacional.
Durante los últimos años el tianguis de Santa Cruz Meyehualco, ubicado en la Unidad Habitacional Santa Cruz Meyehualco, se ha considerado como uno de los cinco más grandes del Distrito Federal. Según el INEGI, del total de pobladores de la Unidad económicamente activos, la cuarta parte se dedica al comercio informal. El tianguis se pone los martes, viernes y domingos y ocupa aproximadamente 36 calles (el de los martes que es el más extenso), es muy popular, ya que se puede encontrar cualquier variedad de productos, desde refacciones de autos, hasta ropa de paca, pasando por chácharas, objetos usados, ropa usada, objetos electrónicos, de belleza (perfumes y cosméticos), de higiene personal, de limpieza, útiles escolares y papelería, zapatos, tenis, comida, fritanga entre otros más.
Dentro del tianguis, está Mi Mercado de Santa Cruz Meyehualco, el cual desempeña un papel importante, ya que influyó en la apertura y crecimiento del tianguis, así como en la asistencia de la gente. La mayoría de la gente no conoce bien la historia del tianguis, debido a que ha pasado mucho tiempo desde que este se estableció y muchos comerciantes se han anexado de diferentes lugares y ya no saben nada sobre su origen, pero el tianguis no es solo un espacio comercial, sino un espacio en el que la gente desempeña roles de identidad, solidaridad vecinal y liderazgo.
Otro tianguis que se localiza en Iztapalapa, en los límites con Nezahualcóyotl, es el San Juan-Pantitlán, ubicado en la avenida Texcoco, colonias Juárez-Pantitlán y Juan Escutia, entre la calle 7 y la avenida Adolfo López Mateos, el cual, se pone los miércoles y los domingos, donde también se pueden encontrar cosas usadas, chácharas, productos de higiene personal y limpieza, ropa usada de paca y también nueva, puestos de comida, chelerias, venta de frutas y verduras, carne, productos de la despensa, etc.

## Ciudades hermanas
La alcaldía ha firmado convenios de hermanamiento con varias ciudades, entre ellas:
- Porto Alegre, Brasil
- Guarulhos, Brasil
- Ocaña, Colombia
- Quito, Ecuador
- Yenín, Palestina

Además, tiene cartas de Intención de Acuerdos de Hermanamiento con:
- Montevideo, Uruguay[60]